# Gyapjas orrszarvú
A gyapjas orrszarvú (Coelodonta antiquitatis) az orrszarvúfélék családjának egy kihalt faja, amely a pleisztocén középső és kései szakaszában élt a Brit-szigetektől egészen a Távol-Keletig. Legközelebbi ma élő rokona a szumátrai orrszarvú. Hossza elérte a 3,5 métert, marmagassága a 170 cm-t, súlya pedig a 2,9 tonnát. Impozáns első tülke 90 cm hosszú is lehetett. Testét sűrű, rozsdabarna szőrzet borította.
A gyapjas orrszarvú a gyapjas mamut mellett a jégkorszaki füves sztyeppék egyik jellegzetes állatfaja volt. Mélyen leengedett fejével és magas koronájú zápfogaival jól alkalmazkodott a kemény füvekből és sásokból álló sztyeppei táplálékhoz. Számos csontváza és a szibériai permafrosztból fagyott tetemei is előkerültek, így külseje, életmódja jól ismert. Emellett a gyapjas orrszarvút az ősember is megörökítette barlangrajzokon, kőbe és csontba vésett ábrázolásokon, kis szobrocskák formájában.
Az orrszarvúfaj a pleisztocén végén, mintegy 12 ezer évvel ezelőtt, a negyedidőszaki kihalási hullám során számos más nagytestű állatfajjal együtt kihalt. DNS-minták alapján Kelet-Szibériában esetleg 9800 évvel ezelőttig is fennmaradhatott.

## Megjelenése

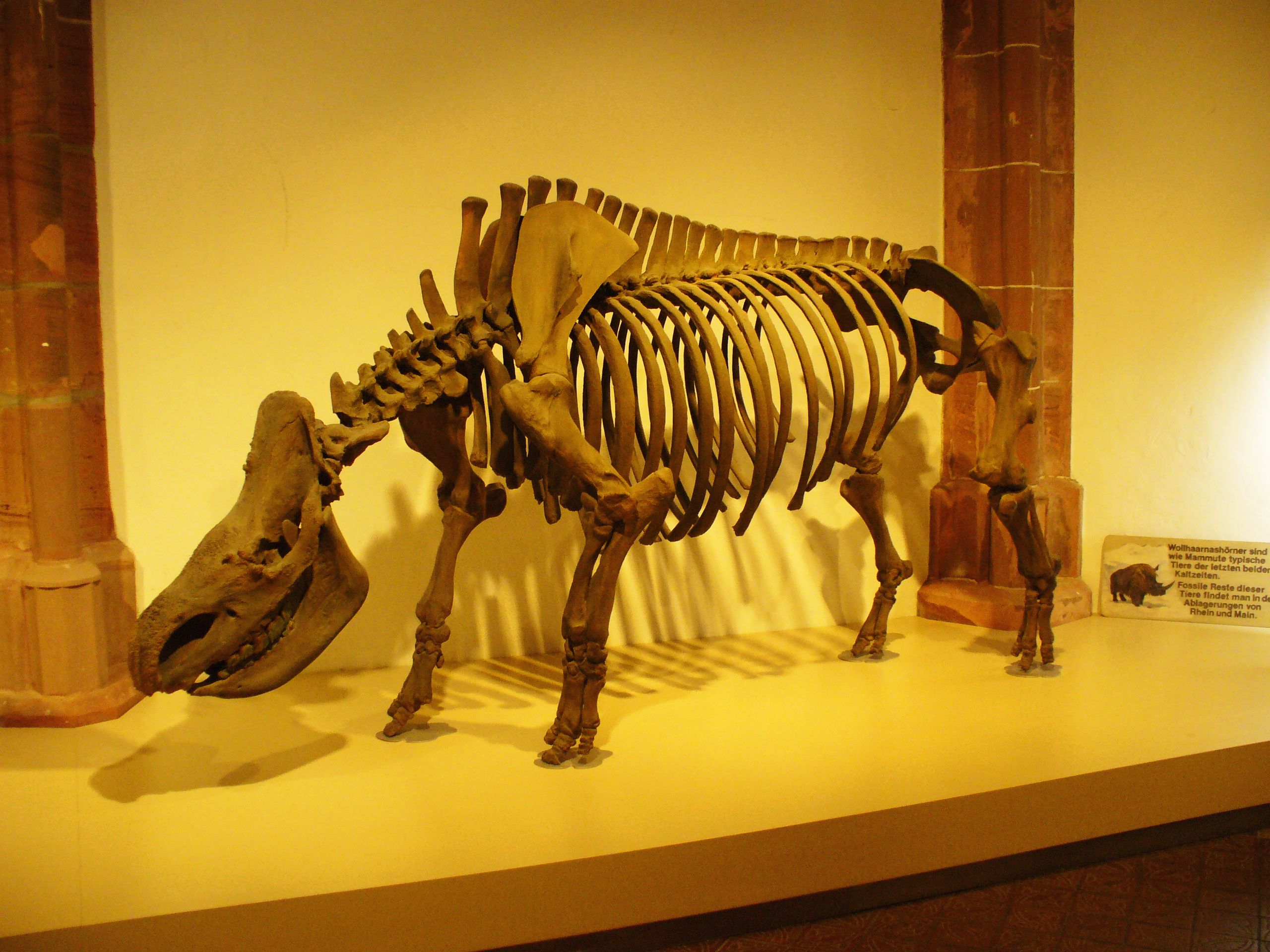
Gyapjas orrszarvú tülök nélküli csontváza

A gyapjas orrszarvú felépítéséről, táplálkozásáról és életmódjáról sokkal többet tudunk, mint bármely más pleisztocénkori orrszarvúfajról. Ez annak köszönhető, hogy a különálló csont- és fogleleteken kívül fennmaradtak teljes csontvázak, a szibériai permafrosztban jégmúmiák, egykori kátránytavakban pedig mumifikálódott tetemek is. Ezenfelül az ősember barlangrajzain, szikla- és csontvésetein is megtalálható. A gyapjas orrszarvú testhossza 340-360 cm volt, amelyhez kb. 50 cm-es farok járult. Marmagassága elérte a 150-170 cm-t, súlya az 1,5-2,9 tonnát. Testalkata rendkívül robusztus volt, jól definiált izomkötegekkel; törzsét rövid, de vaskos végtagok támasztották alá. Magas, fejlett nyakpúpja miatt jellegzetes testalkattal rendelkezett. Ahogyan a fagyott leletekből is kiderült, testét sűrű szőrzet borította.

### A koponya és a fogazat

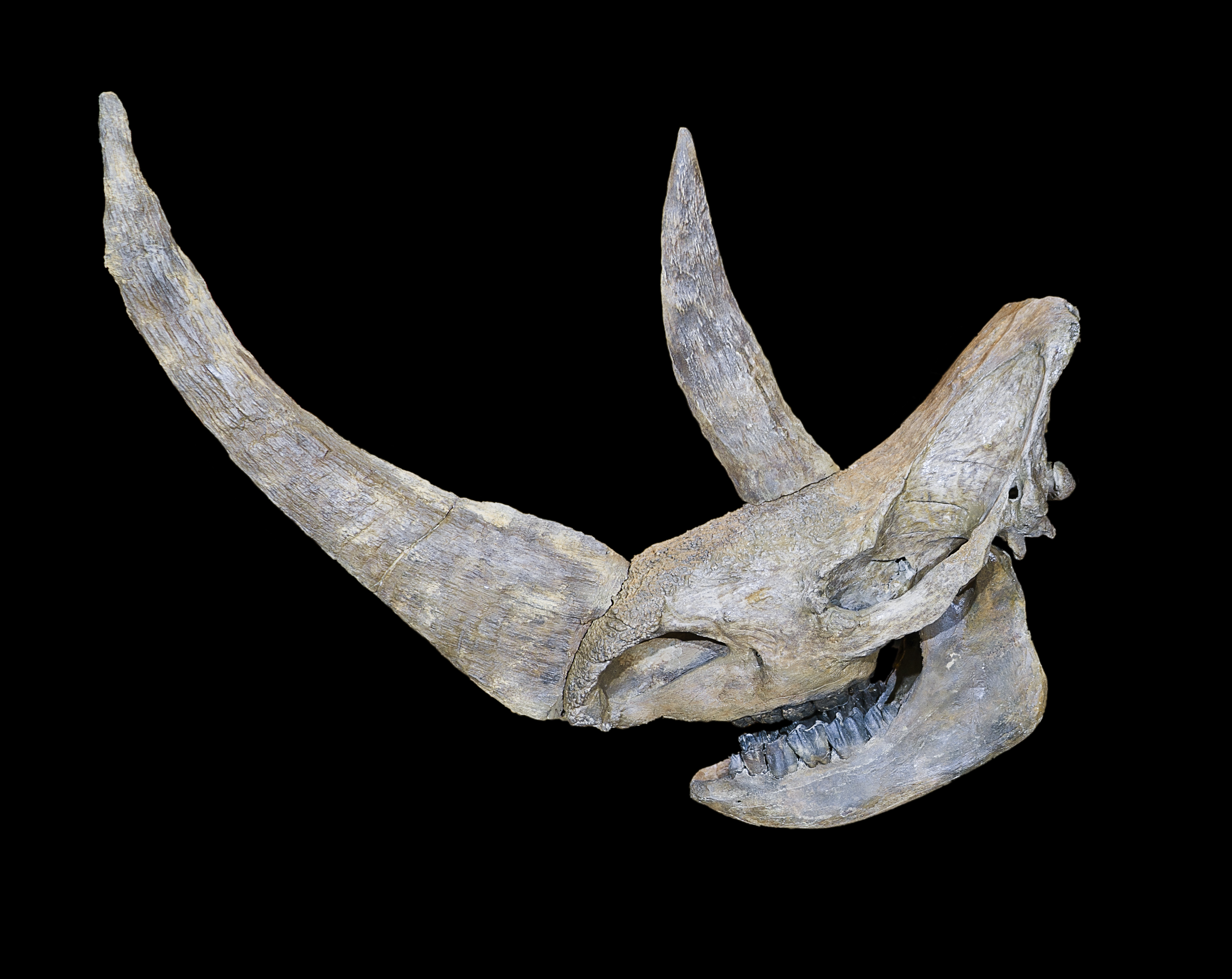
Koponya tülkökkel

A megnyúlt koponya hossza 70 és 90 cm között volt. Jellegzetessége a markánsan kiálló nyakszirtcsont, ami miatt a gyapjas orrszarvú lehajló szögben tartotta a fejét. Ebben hasonlított a mai szélesszájú orrszarvúhoz és annak kihalt rokonához, a sztyeppei orrszarvúhoz. Hasonló fejtartása volt az elasmotheriumoknak is. Az erősen megnyúlt nyakszirtcsonthoz kapcsolódó, a masszív koponyát tartó erőteljes izmok alakították ki a fentebb említett nyakpúpot.
Rokonaihoz hasonlóan a gyapjas orrszarvúnak is két tülke (szarva) volt, amelyek az orrán és a koponya közepén helyezkedtek el. A csonton lévő rögzítési pontok gyöngyösen vagy karfiolszerűen érdesítettek, ennek kiterjedése is arra utal, hogy az elülső szarv lényegesen nagyobb volt a hátsónál. Az elülső szarv más orrszarvúfajokhoz képest is különösen nagynak számított, mivel a rögzítőfelület az egész Dicerorhinini csoporton belül nála volt a legnagyobb, meghaladta a sztyeppei orrszarvúét is. A koponya jellegzetessége, hogy a kifejlett egyedeknél az orrsövény teljesen összeolvadt, amely valószínűleg a nagy szarv stabilizálását szolgálta. Ez a Coelodonta nem korábbi fajainál és kisebb mértékben a közeli rokon Stephanorhinus-nál is előfordult; a mai orrszarvúfajoknál viszont nem található meg. Egyedülálló az előrefelé kerekített orrcsont összeolvadása az állkapocsközi csonttal (os incisivum), ami a Coelodonta nem korábbi fajainál - csakúgy, mint a mai orrszarvúfajoknál - nem fordul elő.
Az alsó állkapocs nagyon masszív, akár 60 cm hosszú is lehetett, magassága elérhette a 10 cm-t. Fogazata hasonlított a Stephanorhinus vonal képviselőiéhez, azaz hiányoztak a metszőfogai; ezek általában csak tejfogként bújtak elő és akkor is csökevényesen. Az előzápfogak és zápfogak mindegyik állkapocsívben hármasával voltak jelen. A gyapjas orrszarvú fogképlete tehát a következő volt: {\displaystyle {\tfrac {0.0.3.3}{0.0.3.3}}}
A zápfogak koronája nagyon magas volt, meghaladta sztyeppei orrszarvúét, és gyökereiket vastagon fedte a fogcement. Jellegzetességük a második előzápfog gracilitása.

### A tülkök

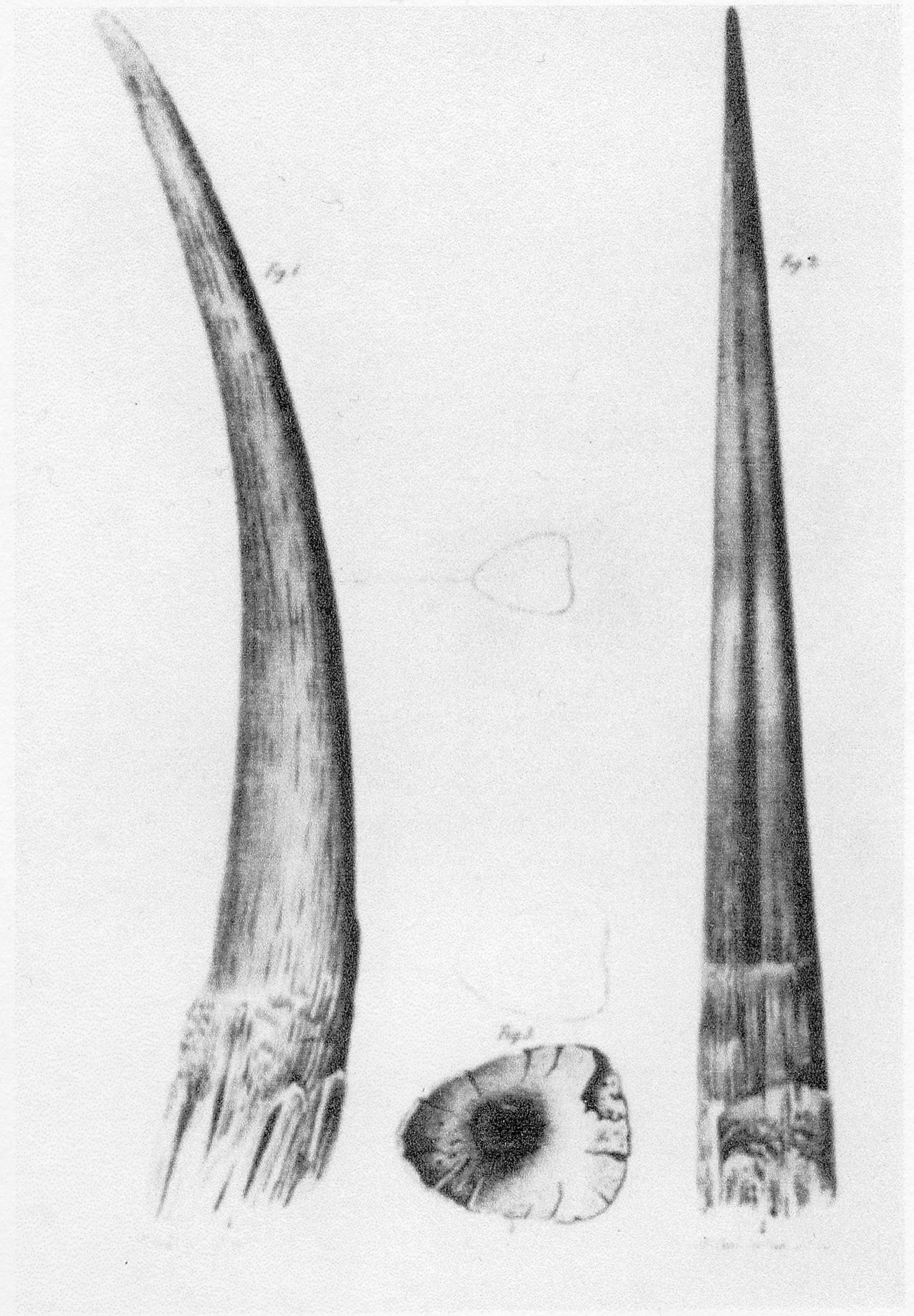
Johann Friedrich von Brandt 1849-es rajza egy jakutföldi fosszilis orrszarvútülökről

A tülkök fagyott állapotban is fennmaradtak; a nagyobb elülső szarvból (orrszarv) több áll rendelkezésünkre. Ez határozottan ívelt alakú volt, hossza elérte a 90 cm-t. Elülső, kifelé ívelő oldalán 123 cm is lehetett. Súlya körülbelül 11 kg volt. Számos példány fennmaradt a hátsó szarvból (homlokszarv) is. Ennek keresztmetszete háromszögletű vagy kihegyesedő ovális alakú volt, kevésbé ívelt, hossza elérhette a 40 cm-t. A kisebb szarv súlya kb. 4,5 kg-ot tett ki.
A mai orrszarvúaktól eltérően egyik tülök keresztmetszete sem kerek, pedig a koponyán lévő rögzítési helyek is erre engednének következtetni. Inkább oldalirányban nyomottak, helyenként deszkaszerűen laposnak tűnnek. Sokáig nem lehetett tudni, hogy eredetileg is ilyenek voltak-e vagy csak a későbbi kiszáradási/zsugorodási folyamatok eredménye. Néhány, a permafrosztból származó leletek alapján megállapítható, hogy legalábbis a szarv tövénél tapasztalható ellaposodás a talajba ágyazódás után bekövetkezett későbbi deformációk következménye, a szarv elülső pereme pedig az orrhegyig ért. Érdekes módon ez a rész gyakran erősen lekopott, amit az okozhatott, hogy az állat az elülső szarvával tolta el a havat a fűről, vagy a táplálkozás során időnként súrlódott a talajjal.
Mindkét szarv vízszintes rétegekből épül fel, amelyek vastagsága változó. Egy szarvon eddig maximum 35 ilyen réteget számláltak össze. Ezek a rétegek növekedési zónák, amelyek az állat éhezése esetén hiányosak is lehetnek. Hasonló zónák a mai orrszarvúaknál is megfigyelhetők, de jóval ritkábban. A sávok két részből állnak, a sötétebb a nyári hónapokat, a világosabb pedig a telet jelzi.
Régebben úgy vélték, hogy a hosszában futó vastag keratinrostokból felépülő szarvakat a hímek nem használták egymás közötti rivalizálásuk során, mert hosszúságuk és lapos keresztmetszetük miatt könnyen eltörtek volna. Az újabb vizsgálatok azonban kimutatták, hogy a szarv belseje heterogén, a szarv magja a hosszabb és sűrűbben összefonódó rostok miatt lényegesen keményebb, mint a külső részek.

### A törzs és a végtagok

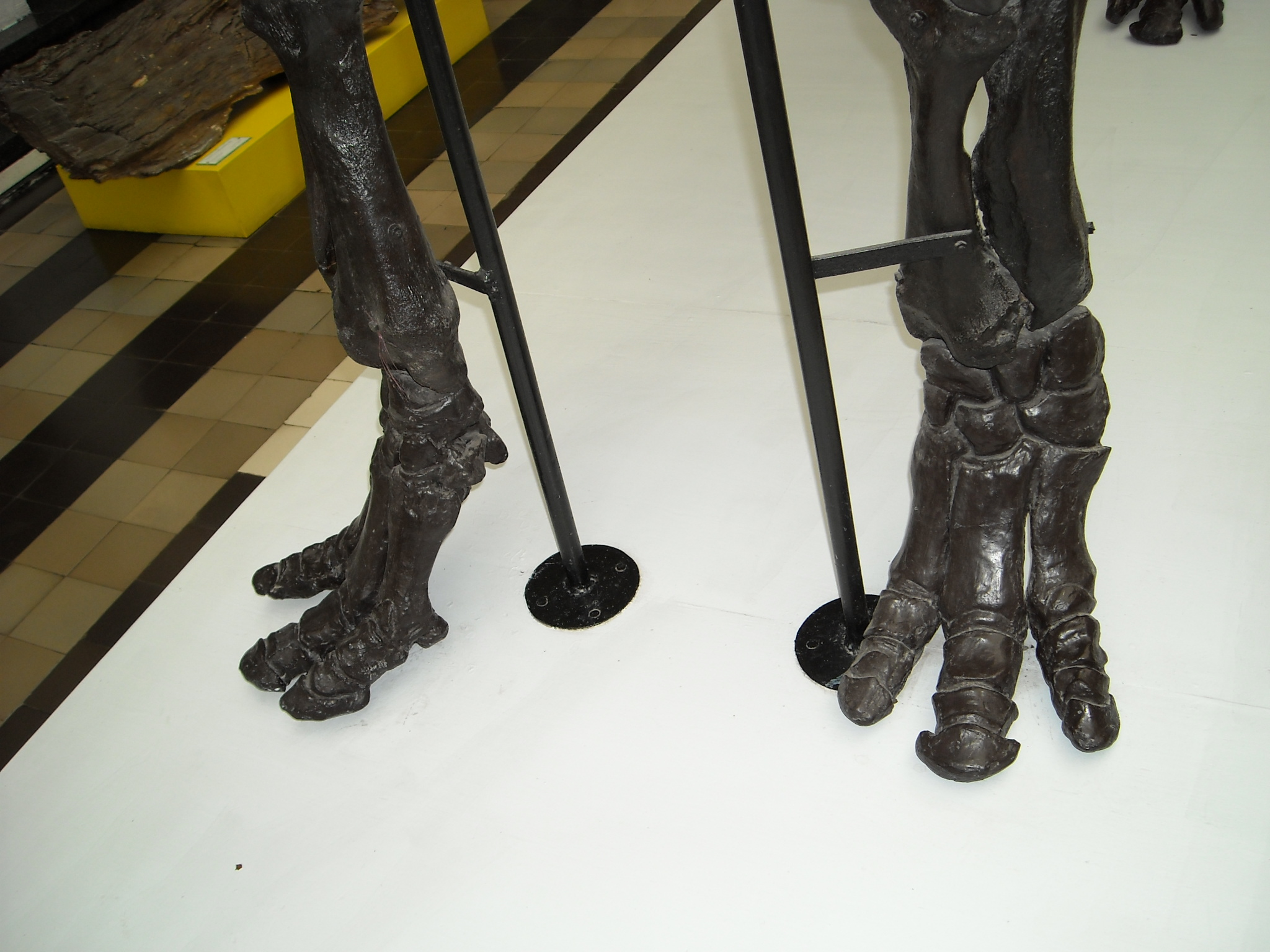
A gyapjas orrszarvú háromujjú mellső lába

A gyapjas orrszarvú törzsfelépítése a számos csontleletnek és a fagyott múmiáknak köszönhetően jól ismert. A gerincoszlop 7 nyaki, 18 mellkasi, 4 ágyéki és 4 keresztcsigolyából állt. A nyakcsigolyák rövidek voltak és nagyon magasra nyúltak. Az első masszív nyakcsigolyák csontnyúlványa akár 36 cm-es is lehetett. A felkarcsont masszív volt és vastag; 43 cm-es hosszával alig maradt el a mai szélesszájú orrszarvúétól. A 46 cm-es singcsont még hosszabb volt és másfélszer vastagabb az orsócsontnál. Az állat legnagyobb hosszú csontja az 52 cm-es, egyenes tengelyű combcsont volt, amelynek közepén egy további kiemelkedés biztosította az erős lábizmok jobb tapadását. A 36 cm-es sípcsont részben összenőtt a szárkapocscsonttal. Mivel azonban a két csontot gyakran külön találták meg, az összenövés valószínűleg csak a felnőtt állatoknál véglegesülhetett. A végtagok a mai orrszarvúakhoz hasonlóan három-három lábujjban végződtek. A középső (metapodium III) különösen masszív volt, kézközépcsontja 16 cm-es az elülső lábon és valamivel kisebb hátul.

### A lágy szövetek
A sztarunyai kátránymúmiák és a szibériai fagyott példányok betekintést nyújtanak a test lágy részeinek szerveződésébe. A szőrtüszőkkel mélyen átjárt bőr általában erősen ráncolt volt, de nem szelvényszerűen, mint pl. a mai indiai orrszarvúnál. A bőr 5-15 mm vastag volt, legvékonyabb a koponyán és nagyon vastag a törzsön. A szájnyílás 35 cm-is lehetett (mint a szélesszájú orrszarvú esetében is), de ajkai erősek, kötélszerűek voltak, így helyettesíteni tudták a hiányzó metszőfogakat a fűszálak tépésekor (ebben a gyapjas orrszarvú eltért a mai, hegyes felső ajkú orrszarvúktól). A szemek körül számos redő húzódott. A nagyon hátul elhelyezkedő fülek keskenyek voltak (24 cm hosszúak és 8 cm szélesek), a végükön erősen kihegyezettek. A nyak hátsó részén kiemelkedő púpot nemcsak a koponyát tartó erős izmok alkották, hanem zsírraktárként is szolgált, ahogyan ez jól látszott a sztarunyai tetemeken. A zsírpúp már a borjaknál kifejlődött. A mai afrikai orrszarvúkhoz hasonlóan a test bőre kevéssé ráncos. A rövid farok a tövénél nagyon széles volt, akárcsak a szintén a hideg éghajlathoz alkalmazkodott gyapjas mamut esetében. Bundája felső rétegét hosszú, bozontos fedőszőrök alkották, amelyek főleg a nyakon és a vállakon voltak erősek. Alattuk sűrű, hőszigetelő aljszőrzet védte az állatot. A végtagokon szőrzet jóval rövidebb volt. A ránk maradt szőrmaradványok főként rozsdabarna színűek, viszont a 2014-ben a Szemjuljah folyóból előkerült borjúnak világos hamuszürke vagy sárgás-szőkés bundája volt, vagyis a fiatal állatok szőrzete világosabb lehetett felnőttekénél. A borjak szőre lényegesen rövidebb is volt.

### Genetika
A gyapjas orrszarvú genomja számos jelét mutatja a hideg éghajlathoz való alkalmazkodásnak. Ezek közé tartoznak az egyes sejtfelszíni ioncsatornák génjei (pl. a TRPA1) amely a bőrben lévő, a hideg környezetre reagáló receptort kódolják. Ezek működését számos fajban a KCNK17 csatorna elnyomja, ami hidegérzékenységhez vezet. A gyapjas orrszarvúban azonban a KCNK17 egy mutáció következtében működésképtelenné vált és inaktivitása valószínűleg hozzájárult az állat hideghez való alkalmazkodásához. Hasonló mechanizmusok a gyapjas mamut esetében is ismertek.

## Elterjedése és élőhelye

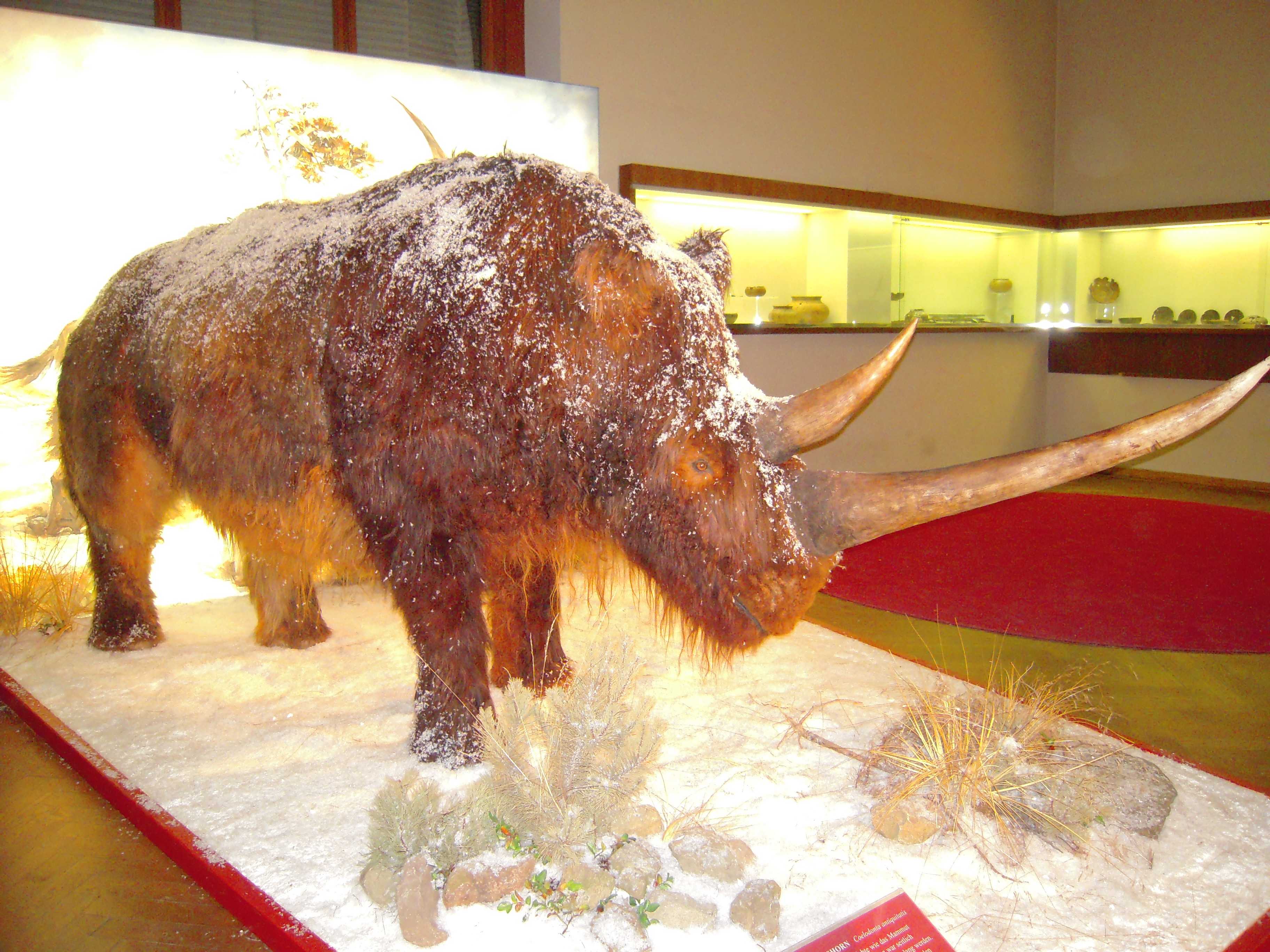
Gyapjas orrszarvó rekonstrukciója a Bécsi Természetrajzi Múzeumban

### Elterjedési területe és ideje

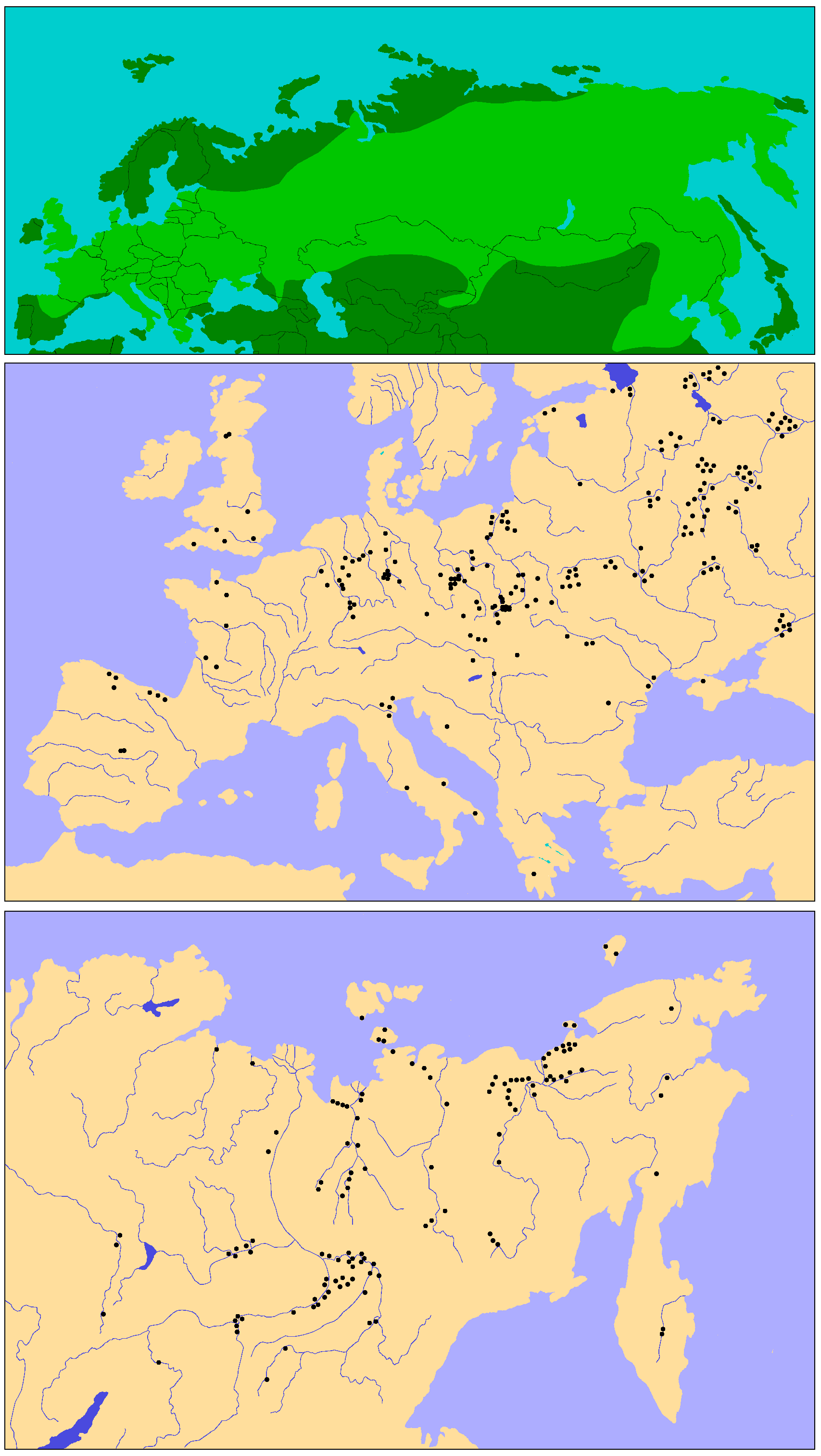
A faj elterjedése Európában és a Távol-Keleten (a pontok a lelőhelyeket jelzik)

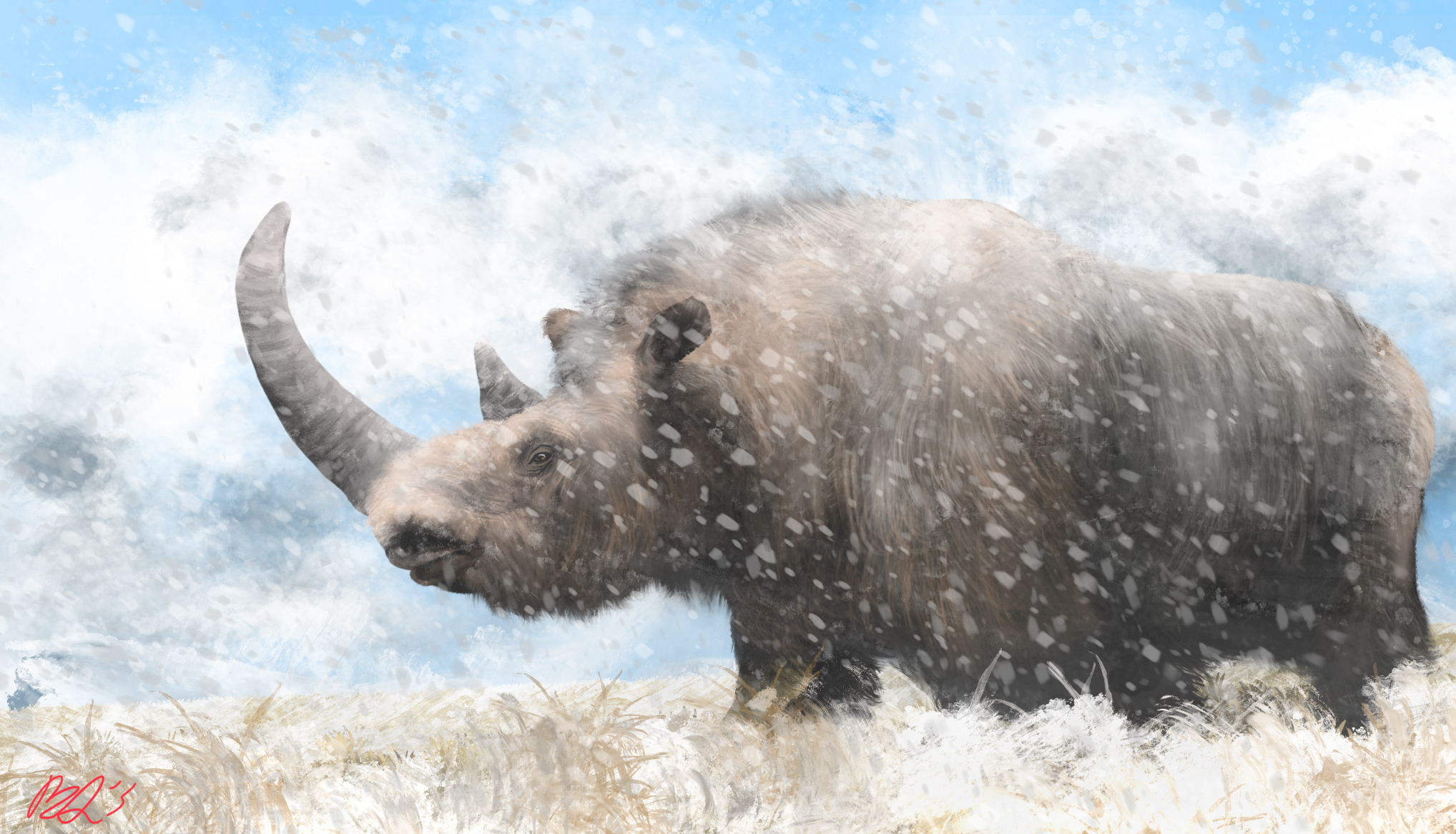
Gyapjas orrszarvú (Benjamin Langlois képe)

A hideghez jól alkalmazkodó gyapjas orrszarvú a boreális éghajlatot kedvelte és Eurázsia északi sztyeppéin élt. Őshazája Belső-Ázsia északi részén (valószínűleg a Bajkálon túl), Dél-Szibériában és Mongóliában volt; ezt megbízhatóan datált leletek hiányában nehéz jobban leszűkíteni. A pleisztocén hideg időszakaiban a gyapjas orrszarvú a kiindulási területekről messze délre, délnyugatra és délkeletre is kiterjesztette elterjedési zónáját. Egyik legkorábbi, több mint 500 ezer éves lelete az északkelet-kínai Csoukoutien lelőhelyről származik, azonban a faj ott csak rövid ideig, egyik korai terjeszkedése során volt jelen. Az első jelentős mértékű terjeszkedési szakaszra csak a Mindel-eljegesedés során (kb. 400-320 ezer éve) került sor, amikor a gyapjas orrszarvú először jelent meg Közép-Európában. Az eljegesedési időszak végén az orrszarvú visszahúzódott eredeti keleti területeire.
A Riss-eljegesedés idején (300-126 ezer éve) újabb terjeszkedési szakasz következett. Ekkor a gyapjas orrszarvú egészen Franciaországig és a Brit-szigetekig hatolt, délen eljutott az Ibériai-félsziget északi részéig, a Balkánon pedig Romániáig. Ebből a korból származnak legrégebbi leletei a Don és Volga folyók vidékéről is. A hideg időszak végén állományai ismét feladták újonnan szerzett élőhelyeiket.
Az Eem-interglaciális végével és a Würm-eljegesedés kezdetével (115 ezer-11 700 éve) a gyapjas orrszarvú ismét szétvándorolt Belső-Ázsiából. Ebben a szakaszban érte el legnagyobb elterjedési területét, amely egyúttal a legnagyobb összefüggő territórium volt, amelyet kihalt vagy élő orrszarvúfaj valaha is benépesített. Nyugat-Eurázsiában egészen az Ibériai-, az Appennini- és a Balkán-félszigetig, valamint a Peloponnészoszig hatolt, ahol kb. az északi szélesség 37-40°-ánál elérte elterjedésének legdélebbi határát. Megtalálták a Kaukázusban és Közép-Ázsiában (Kazahsztán, Kirgizisztán). Kelet-Eurázsiában Északkelet-Kínából és a Koreai-félszigetről ismertek leletei; Kínában a faj az északi szélesség 33°-áig is eljutott. Benyomult a kontinens legkeletibb részére, Kamcsatkára. Ugyanakkor észak felé is terjeszkedett, behatolt Jakutföldre, egészen Kolimáig és a Vrangel-szigetig.
Elterjedési területe ekkor szinte egész Észak-Eurázsiát lefedte és kb. 23,7 millió négyzetkilométert tett ki. Csak az állandóan jéggel borított Fennoskandia, Északkelet-Európa és Északnyugat-Ázsia maradt lakatlan. Érdekes módon Ázsia legészakkeletibb részén nem - vagy csak nagyon szórványosan - fordult elő és így nem érte el az Észak-Amerikába átvezető Bering-hidat. Ennek oka nem teljesen világos, mert a gyapjas mamut, a bölény és végül az ember is ebben az időszakban jutott át a másik kontinensre. Egyes feltételezések szerint kis számban átkelhetett Alaszkába (ennek fizikai bizonyítéka nincs) csak aztán nem jutott át a déli továbbhaladást elzáró vastag jégtakarón. Más kutatók úgy vélik, hogy az orrszarvú számára kedvező hideg időszakokban Beringia térségének klímája jóval nedvesebbé vált és a permafroszton kialakuló állóvizek megakadályozták az állat további keleti terjeszkedését. Egy 2021-es tanulmány szerint a gyapjas orrszarvú az utolsó jégkorszak éghajlati szempontból számára kedvezőbb szakaszaiban főként északkelet felé haladt, az eljegesedések csúcspontjain azonban visszahúzódott. Az 51 ezer és 14 ezer évvel ezelőtti időszakban a Beringia felé történő terjeszkedés három hullámát tudták nyomon követni, amelyeket lokális visszavonulások váltottak fel. A gyapjas orrszarvú valószínűleg szűkebb ökológiai tűréshatárral rendelkezett, mint pl. a gyapjas mamut.

### Élőhelye
A gyapjas orrszarvú főként síkvidékeken élt, de előfordult a felföldeken és fennsíkokon is. A hegyvidékeket kerülte. Elsősorban a kiterjedt alföldeken és folyómenti síkságokon barangolt, a magasabban fekvő területeket csak kedvező éghajlati körülmények esetén kereste fel. Kedvelte a nyílt, száraz klímájú élőhelyeket.
Egyik fontos, klasszikus élőhelye az eurázsiai mamutsztyeppe voltak. Ezt a ma már nem létező sztyeppetípust kiterjedt, szinte fátlan gyepek és bozótosok jellemezték, amelyek a sok napsütésnek köszönhetően fajokban és tápanyagokban gazdag növényzettel rendelkeztek. A mamutsztyeppét az ún. Mammuthus-Coelodonta faunakomplexum lakta, amely a késő-pleisztocénben érte el legnagyobb kiterjedését. A gyapjas orrszarvú mellett a névadó gyapjas mamut, az óriásszarvas, a rénszarvas, a szajgaantilop és a bölény voltak alapvető tagjai ennek a faunának.
Nagy elterjedési területének köszönhetően a gyapjas orrszarvú gyakran élt együtt más orrszarvúfajokkal. A késői meleg interglaciálisokban a sztyeppei orrszarvúval (Stephanorhinus hemitoechus) osztozott az élőhelyén, Kelet-Európában és Nyugat-Ázsiában az Elasmotheriummal együtt fordult elő, Kelet-Ázsiában a középső pleisztocénbeli észak-csinglingi faunakomplexumban pedig az erdei orrszarvúval (Stephanorhinus kirchbergensis) társultak.

### Alkalmazkodása a hideg éghajlathoz

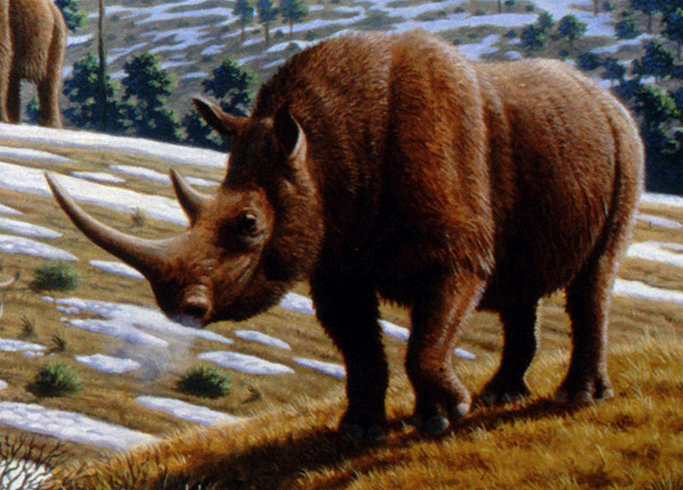
Gyapjas orrszarvú (Mauricio Antón rajza)

A gyapjas orrszarvú - a gyapjas mamut mellett - Eurázsia jégkorszaki sztyeppéinek tipikus állata volt. Maradványainak jelenléte az ásatási lelőhelyeken jelzi az akkor jellemző klimatikus viszonyokat.
A faj Közép-Ázsia keleti és Kelet-Ázsia nyugati részeinek száraz sztyeppéiről származik. A sík, füves tájhoz alkalmazkodott széles, rövid lábaival és jellegzetes táplálkozási módjával is, amelynek velejárója volt a magas koronájú fogsor és az alacsony fejtartás. Ezek a tulajdonságok, bár különböző mértékben, de már közvetlen őseinél is megfigyelhetőek. Egyes kutatók szerint a gyapjas orrszarvú nem alkalmazkodott eléggé a jégkorszaki körülményekhez, ezért nem terjedt el olyan széleskörűen, mint a gyapjas mamut és ezért nem jutott át Amerikába. Eszerint a faj inkább a száraz éghajlati viszonyokat preferálta, ezért is maradt meg mindvégig Dél-Szibériában, ahol szélsőségesen kontinentális éghajlatú sztyeppéket, sőt félsivatagokat talált.
A középső pleisztocén elején időnként a melegebb éghajlatú Kelet-Ázsiában is előfordultak, például a Peking melletti Csoukoutien lelőhelyén (itteni példányait néha a Coelodonta antiquitatis yenshanensis alfajként említik). A gyapjas orrszarvú e kelet-ázsiai képviselői a Palaeoloxodon namadicus elefántfajjal, az erdei orrszarvúval és az orangutánnal is megosztották élőhelyüket. Európában a középső- és késő-pleisztocénbeli interglaciálisokból származó lelőhelyeken is megtalálható, mint például a franciaországi La Fage kb. 200 ezer éves lelőhelyén, ahol erdős sztyeppei környezetben élt. Németországban többek között a Geiseltalban található Neumark-Nord 1 lelőhelyen ásták ki, ahol a növénymaradványok alapján akkor olyan körülmények uralkodtak, mint a mai magyar Alföldön vagy a dél-oroszországi sztyeppéken. Ugyanebben a meleg interglaciálisban az angliai Crayfordban is megtalálták. Nyilvánvaló, hogy az állat nem csak a boreális éghajlathoz alkalmazkodott, hanem megbirkózott a melegebb klímával is. Az interglaciálisokban való előfordulása valószínűleg a hűvösebb vagy nagyon száraz fázisokhoz köthető inkább. A Würm-eljegesedés során a gyapjas orrszarvú  eljutott Szibéria északi részeire, de egyúttal távoli déli tájakat is benépesített. Ezen korszak második felében az orrszarvú Dél-Európa nagy részén elterjedt, ahol együtt élt a korábbi interglaciális után visszahúzódott, melegebb klímát igényló faunaelemekkel, mint pl. az erdei őselefánttal vagy a vízilovakkal..

## Leletei

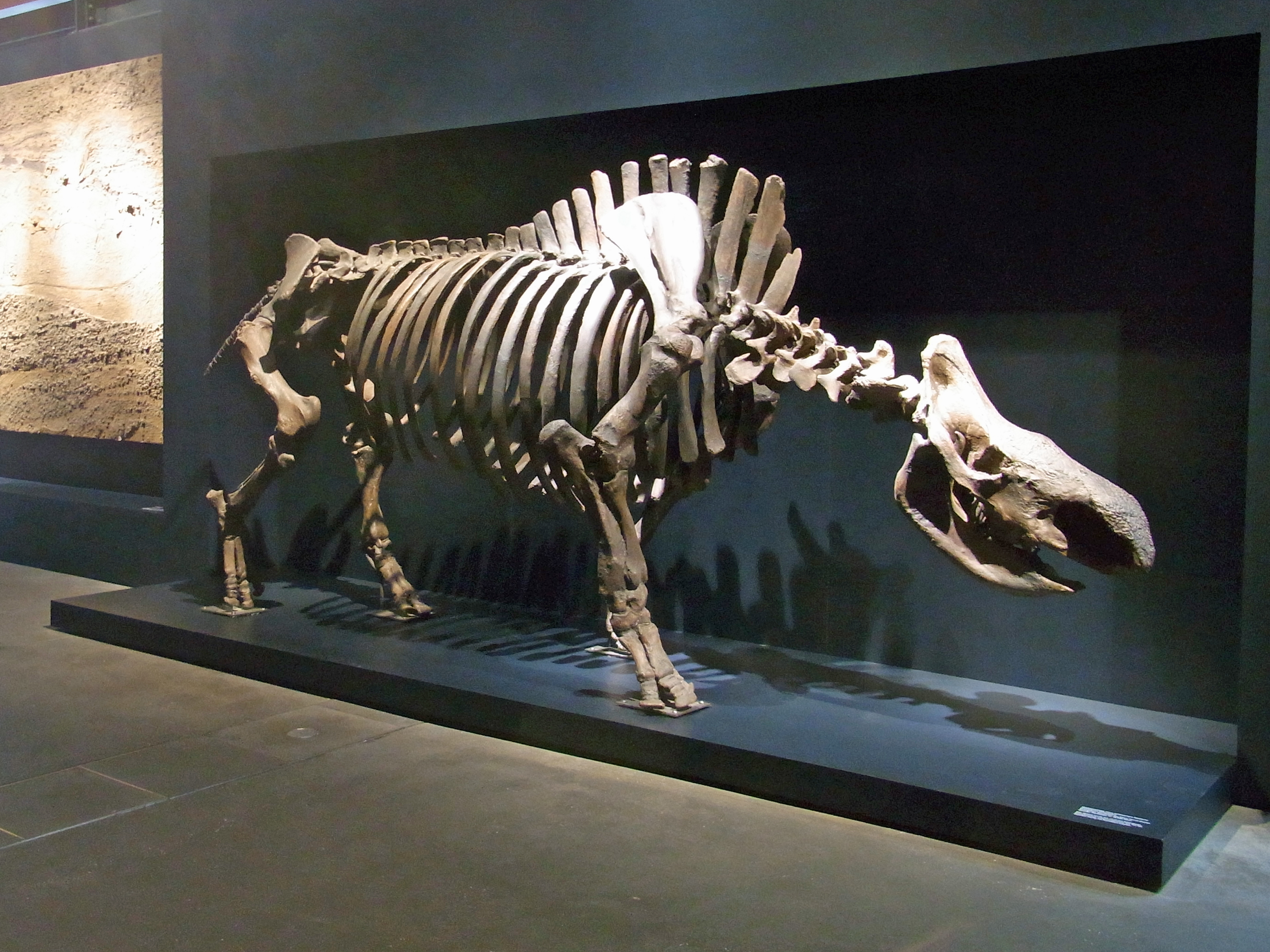
Gyapjas orrszarvú csontváza az esseni Ruhr Múzeumban

A gyapjas orrszarvú csontjai az eurázsiai pleisztocénkori állatok leggyakoribb fosszilis leletei közé tartoznak. A többnyire különállóan megtalált csontok és fogak főként kavics-, homok- és agyaggödrökből származnak, amelyeket egykori folyómedrek vagy vagy tópartok helyén ástak. Néhány csont barlangokból került elő. Emellett a gyapjas orrszarvú maradványait sekély tengerekben (például az Északi- és a Balti-tengerből) is megtalálták, ahol a tengerfenék a jégkorszak idején szárazra került. Németországban nagy leletszámmal képviselteti magát, csak Vesztfáliában több mint 30 lelőhelyről ismert. Lengyelországban több mint 50 helyen, Spanyolországban pedig legalább 20 helyen találták meg a fajt. Olaszországban mintegy fél tucat lelőhelyről ismert. Eurázsia keleti felén a gyapjas orrszarvú a leggyakoribb az ismert fosszilis orrszarvúfajok között (pedig az eocéntől a pleisztocénig ott több mint 60 fajt írtak le), csak Kínában több mint 70 lelőhelyen fordul elő.

### Mumifikált testek

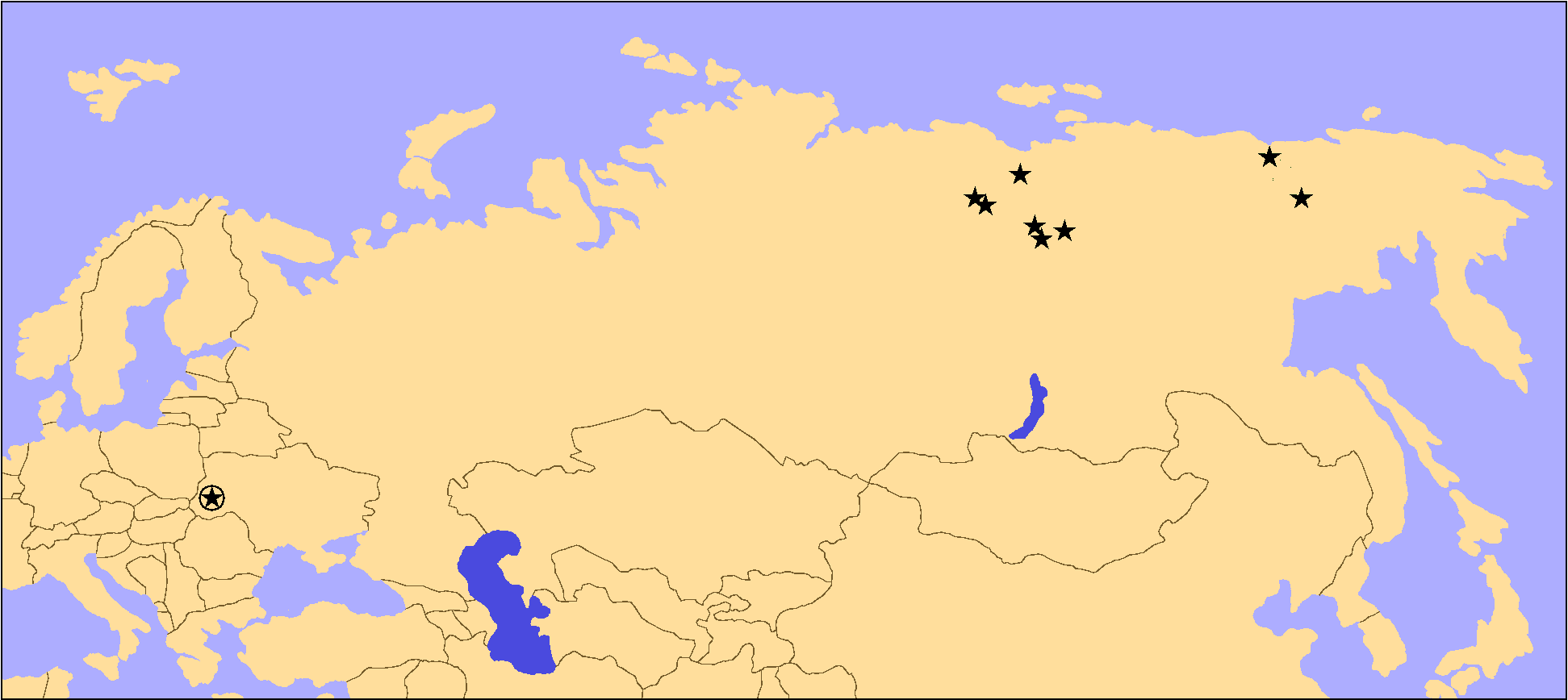
Orrszarvúmmúmiák lelőhelyei (csillaggal jelölve a fagyott tetemek, körbe írt csillaggal az olajpalában konzerválódott test)

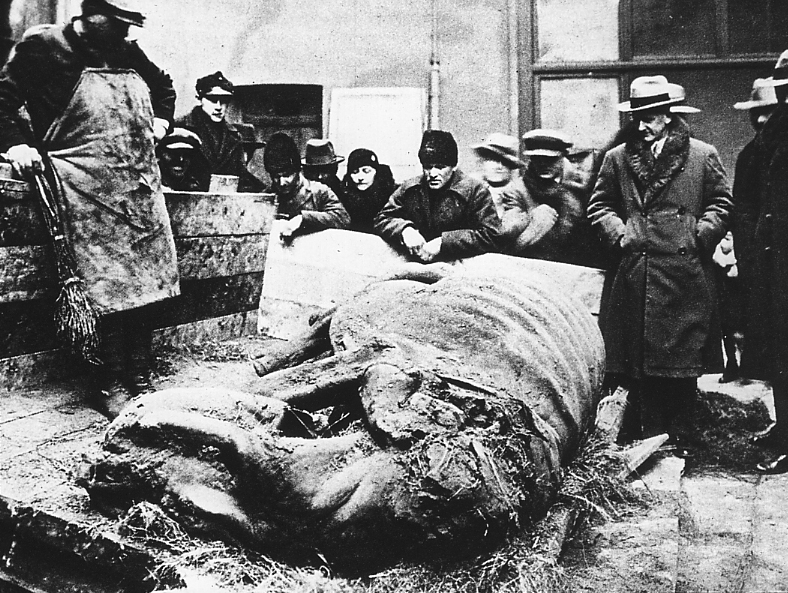
Sztarunyában talált orrszarvúmúmia (1929)

A gyapjas mamuthoz hasonlóan a gyapjas orrszarvúnak is fennmaradtak tetemei a szibériai talaj permafrosztjában, amelyek alapján képet alkothatunk anatómiai felépítéséről. Ezek azonban a mamutnál jóval ritkábbak, eddig mintegy féltucatnyi, tudományos módszerekkel is leírt lelet ismert. Ezek valamennyien Jakutföldről, az utolsó jégkorszak idejéből származnak. Az egyik első fagyott orrszarvútetemet 1771-ben fedezték fel a Viljuj folyónál. Ugyanezen folyó homoküledékéből 1858-ban egy csaknem teljes csontváz került elő, részlegesen megőrződött bőrmaradványokkal együtt. Néhány évvel később, 1877-ben egy szibériai kereskedő a Bitantaj mellékfolyóján, a Halbuj folyón egy mumifikálódott orrszarvúra bukkant, amelyből csak néhány testrészt (köztük a jól megőrződött fejet) tudott megmenteni; a csontváz többi részét a következő tavaszi árvíz elmosta.
Az egyik legjelentősebb és legtöbb információt nyújtó lelet a Léna és az Amga folyók között 1972-ben feltárt csurapcsai orrszarvú. AZ ásatások kezdetén csak néhány koponya- és bordatöredékeket találtak, de aztán 2,5-3,5 méter mélyen a fagyott talajban egy majdnem teljes csontvázra leltek, amelynek jobb hátsó lábán a lágy részek is megőrződtek. 1976-ban iskolások egy kirándulás során az Aldan bal partján egy koponyát, egy szarvat, néhány csigolyákat és más csontokat találtak. Az ezt követő ásatás során egy részleges csontváz került elő, melyben megmaradt a koponya (mindkét szarvval és teljes fogazattal), az alsó állkapocs és számos csigolya.
2007-ben a Kolima alsó folyásánál találtak egy részleges, fagyott csontvázat (a koponyát és a test bal oldali részét), a végtagokon szőrös bőrmaradványokkal. Egy évvel később a Bolsaja Csukocsja folyó medréből egy majdnem teljes csontvázat emeltek ki (koponyával és mindkét szarvval). Szintén 2008-ban az Amga folyónál egy helybeli lakos részben mumifikálódott orrszarvúmaradványokra bukkant, amelyeket két évig tartó ásatás során tártak fel.
2014 szeptemberében egy fiatal állat jéggé fagyott múmiáját találták meg a jakutföldi Szemjueljah folyó egyik mellékágánál. A permafrosztból kiolvadt részeit a dögevők már megdézsmálták, de a szőrös fejet a tülökkel és egyes lágy részeket sikerült épségben kiemelni. Az állat 12-18 hónaposan pusztulhatott el. 2020 augusztusában egy másik, körülbelül négy-négy és fél éves fiatal állatot találtak a Tirehtjah folyónál az olvadó permafrosztban. A tetem 80 %-ban konzerválódott, kora kb. 36 ezer év. Megmaradt a mogyoróbarna szőr és a szarv is. A közelben két megfagyott barlangi oroszlánkölyköt is feltártak.
Az ukrajnai Sztarunyában egykori természetes kátránytavakból két teljes nőstény gyapjas orrszarvút és két másik egyed részleges maradványait tárták fel; ezek szintén az utolsó eljegesedés korából származnak. Az első teljes testet 1907-ben, a másodikat 1929-ben találták meg; utóbbinak hiányoztak a szarvai. Mindkét tetem lágy szövetei jól megőrződtek, de a szőrzet nem maradt meg.

## Életmódja

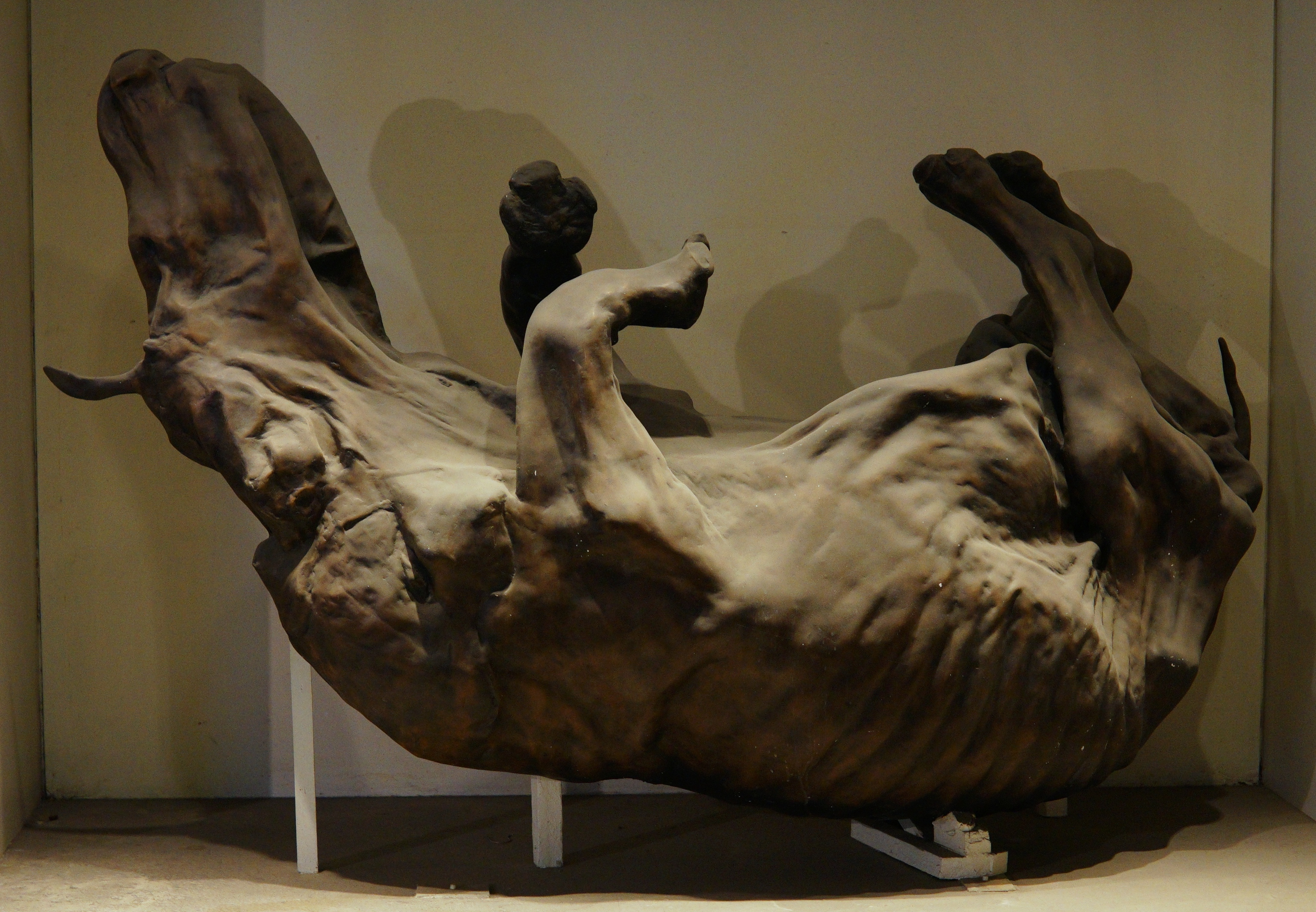
Sztarunyai orrszarvúmúmia másolata

A gyapjas orrszarvú élettartama a mai orrszarvúkhoz hasonlóan 40-45 év volt. Fogait összehasonlítva a keskeny- és szélesszájú orrszarvúéval egyedfejlődése hasonló volt modern kori rokonaiéhoz. Valószínűleg öt évesen vált ivaréretté. Egy kifejlett gyapjas orrszarvúnak nem nagyon voltak természetes ellenségei, legfeljebb a beteg vagy sérült példányokat támadhatták meg a nagyragadozók (pl. barlangi oroszlán). A borjak és a serdülőkorú állatok, a mai orrszarvúkhoz hasonlóan, azonban még ki voltak téve a ragadozók támadásainak. Néhány fiatal állat csontvázán a nyak és a tarkó területén olyan nyomok láthatók, amelyek nagymacskák harapásaira vezethetők vissza. A csontleletek alapján a borjak az elválasztások idejéig voltak a legnagyobb veszélyben. A gyapjas orrszarvúakra más veszélyek is leselkedtek, a nehéz terep, a meredek, csúszós lejtők miatti balesetek súlyos sérülésekkel vagy akár az állat pusztulásával is járhattak.
Nem tudjuk hogy a gyapjas orrszarvú magányosan élt, vagy inkább csoportokba verődött. A mai fajok többnyire egyedül járnak, csak a szélesszájú orrszarvú alkot kis, matriarchális csoportokat; de a bikák itt is magányosan élnek a többiektől védett territóriumukon. Néhány gyapjas orrszarvú koponyáján más orrszarvúakkal vívott harcra utaló sérülések láthatók. Gyakran átlyukadt a koponya falcsontja, megsérült a szemüreg vagy a felső állkapocs. A sérülések néha a csontszövet befertőződéséhez vezettek. Harcokra utalnak a törött (néha többszörösen törött) állkapcsok, a törött és részben gyógyult bordák. A territoriális vagy nőstényekért vívott harcok általában nem voltak halálosak, és a legtöbb orrszarvú regenerálni tudta sérüléseit. A gyapjas orrszarvú mai rokonaihoz képest gyakrabban sérült meg, amit a gyorsan változó éghajlati viszonyoknak és a táplálékért folytatott versenynek tulajdonítanak. A traumák mellett a gyapjas orrszarvúnál megfigyeltek csontdaganatokat vagy fogrendellenességeket, mint pl. a normálisnál több záp- és előzápfog, vagy veleszületett vékony fogzománc.

### Táplálkozása
Testfelépítésének számos vonása arra utal, hogy a gyapjas orrszarvú túlnyomórészt fűvel táplálkozott. Ilyen a ferdén lefelé álló fej, a fogak magas koronája és erős cementtartalma vagy a második előzápfog kialakítása. Megfigyelhető a fogak vízszintes irányú kopása, amelyet a fűfélék kovasavtartalma okoz.
Néhány példány fogaiból növényi maradványokat sikerült kipreparálni és elemezték az 1972-ben Csurapcsában talált állat gyomortartalmát is; ezek megerősítették az alapvetően fűevő életmód elméletét. Emellett az orrszarvú nem vetette meg a bokrok leveleit és gallyait sem. Étrendjében elsősorban pázsitfűfélék és egyéb lágyszárúak (pl. fészkesvirágzatúak, ürömfélék), ezenkívül tűlevelűek, fűzfélék, éger szerepeltek. A szarvakon végzett izotópelemzésekkel kimutatták a szezonális jellegű táplálkozást; a különböző méretű és színű növekedési zónák különböző táplálékellátásra utalnak. A gyapjas orrszarvú nyáron főként füvet legelt, télen pedig inkább a bokrok és fák gallyait rágta.
A teljes elterjedési területről származó 71 egyed izotópelemzései azt mutatják, hogy a faj étrendje 15 ezer év alatt nagyjából változatlan maradt, és túlnyomórészt C3-as fűfélékre épült. Megfigyelhetők azonban regionális különbségek, például Nyugat-Közép-Európa, Kelet-Európa, Nyugat-Közép-Szibéria és Északkelet-Szibéria között. Eszerint a gyapjas orrszarvú meglehetősen rugalmasan tudott alkalmazkodni a különböző élőhelyekhez. A 20-16 ezer évvel ezelőtti eljegesedés alatt mindegyik régióban egyformán változtak az izotóparányok, ami az éghajlat átalánosan szárazabbá válását jelezheti. A gyapjas orrszarvú izotóparányai megfelelnek a mai szajga és pézsmatulok izotóparányainak, de határozottan különbözik a gyapjas mamutétól és a korabeli vadlovakétól. Utóbbiak szintén a nyílt mamutsztyeppék lakói voltak, de valószínűleg más jellegű táplálékra specializálódtak. Hasonló eltérés figyelhető meg az afrikai elefánt és a keskenyszájú orrszarvú vagy az ázsiai elefánt és az indiai orrszarvú között.

## Kapcsolata az emberrel

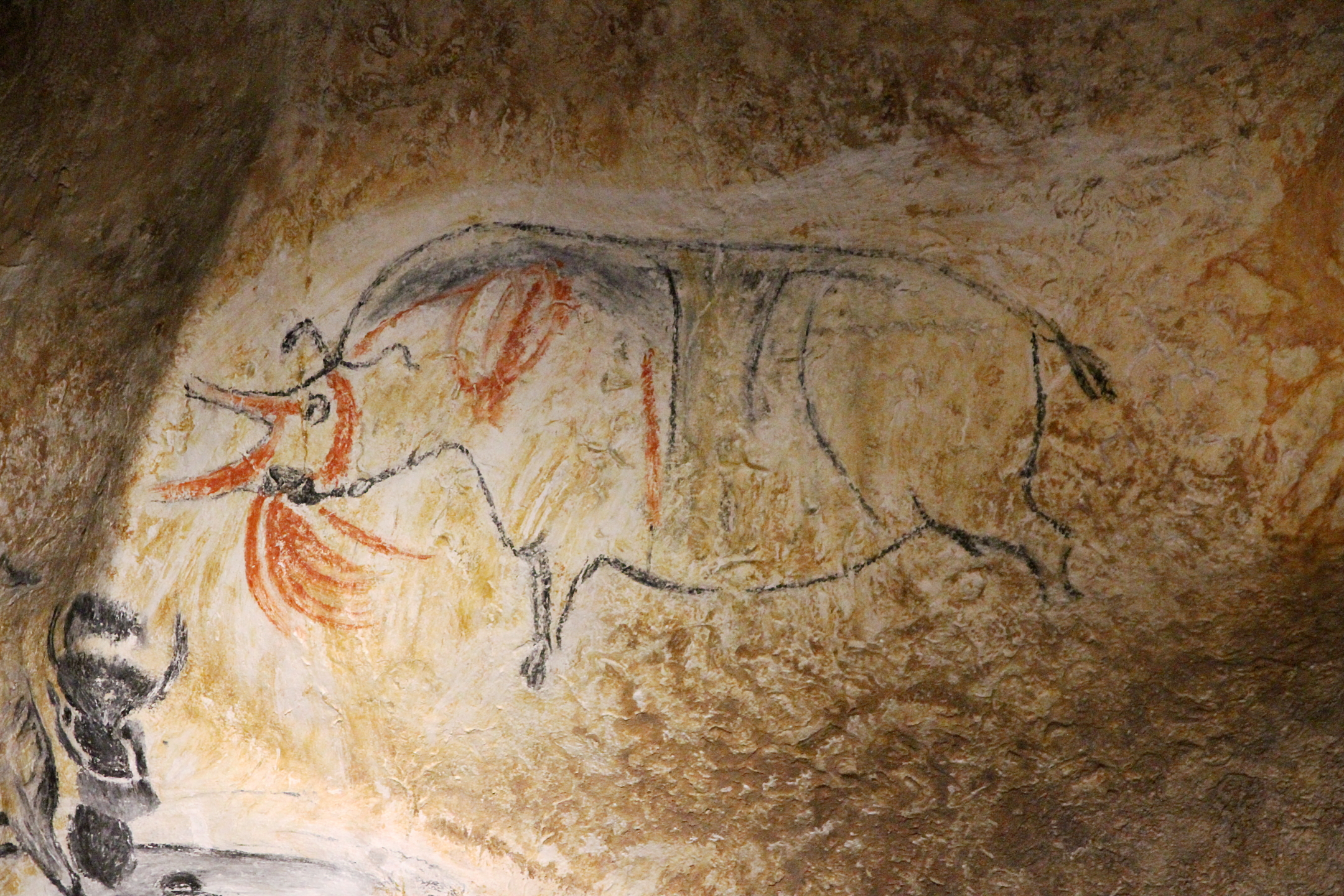
Vérző orrszarvú rajza a Chauvet-barlangból

Nincs rá közvetlen bizonyíték, hogy az ősember vadászott volna a gyapjas orrszarvúra (olyan mint a schöningeni dárdák a vadlovak vagy a lehringeni lándzsa az erdei őselefánt esetében). Bár viszonylag sok helyen találták meg együtt az ember és gyapjas orrszarvú leleteit, nem biztos hogy azok egyszerre is kerültek oda. A németországi Bockstein-barlang vagy a csehországi Kůlna-barlang például eleve nem tükrözi az állat természetes élőhelyét és az ember mellett más, nagytestű ragadozók (pl. hiénák) is használták azokat. Sok lelőhelyen csak egy-egy orrszarvúfog vagy csonttöredékek került elő, amelyekről nem lehet tudni, hogy hány egyedhez tartoztak. Csontjait azonban nyilvánvalóan felhasználták, akár aktív vadászattal, vagy az elpusztult állatok tetemeiből szerezték be azokat.
Korai (Riss-eljegesedés korabeli) emberi- és gyapjas orrszarvú-maradványok kerültek elő együtt többek között a a németországi Markkleeberg vagy a francia Romain-la-Roche területéről. A korai lelőhelyek viszonylag ritkák és többnyire csak véletlenül kerültek egymás mellé a csontok. A Würm-eljegesedés (115-11 ezer éve) korából már jóval gyakoribbak. Néhány helyen a jellegzetes vágásnyomok alapján kimutatható, hogy a neandervölgyiek feltörték az orrszarvúcsontokat, hogy hozzáférjenek a velőhöz (pl. az ausztriai Gudenus-barlangban vagy a németországi Königsaue szabad ég alatti lelőhelyén). Azért is összetörték a csontokat, hogy szilánkjaikat szerszámként vagy fegyverként használhassák. A lengyelországi Zwoleńban egy gyapjas orrszarvú törött medencecsontjából készítettek szerszámot. Ebben az időszakban az emberek már rendszeresen használtak csontokat, agancsokat, agyarakat eszközeik készítéséhez.
Az ezt követő felső paleolitikumi időszakban, amikor Európában megjelent a modern ember (Homo sapiens) csak néhány helyen bukkantak gyapjas orrszarvú csontjaiból készült eszközökre, pedig egyébként ezt a kort számos újítás jellemzi a szerszámkészítés vagy a vadászfegyverek technikájának terén, és a szerves nyersanyagokat is szívesebben használták fel. Az aurignaci kultúra (40-31 ezer éve) aztán ismét gyakrabban nyúlt orrszarvúcsontokhoz. Például a baden-württembergi Vogelherdhöhlében legalább tizenkét orrszarvúpéldány 124 csontmaradványaa került elő (bár vitatott, hogy ezek aktív vadászat vagy a dögök hasznosítása eredményeképp kerültek ide).
A 20-16 ezer évvel ezelőtti utolsó nagy eljegesedést követően a magdaléni kultúra ismét csak kevés orrszarvúeszközt készített, valószínűleg azért, mert a gyapjas orrszarvú ekkor már megritkult és hamarosan el is tűnt. A ritka példányok egyike a Rajna-vidéki Gönnersdorfban került elő.
A szibériai őslakosok régóta ismerték a permafrosztban lévő orrszarvú- és mamutmaradványokat. A 19. századig a gyapjas orrszarvú tülkét - amelyet néhol óriási madár karmainak véltek - vadászíjaik rugalmasságának javítására használták. Egyes vélemények szerint innen származtak a griffmadárról szóló ősi történetek, amely Hérodotosz szerint sas-oroszlán hibrid volt és messze északon élt a szkíták és a mitikus hiperboreusok között. Európában is találtak orrszarvúfosszíliákat, pl. 1335-ben a Klagenfurt melletti Zollfeldben egy orrszarvúkoponya került elő, amelyet sárkányfejnek véltek és 250 évvel később Ulrich Vogelsang szobrász róla mintázta azt a sárkányt, amellyel a klagenfurti Lindwurmbrunnen szökőkutat díszítette.

### Művészi ábrázolásai

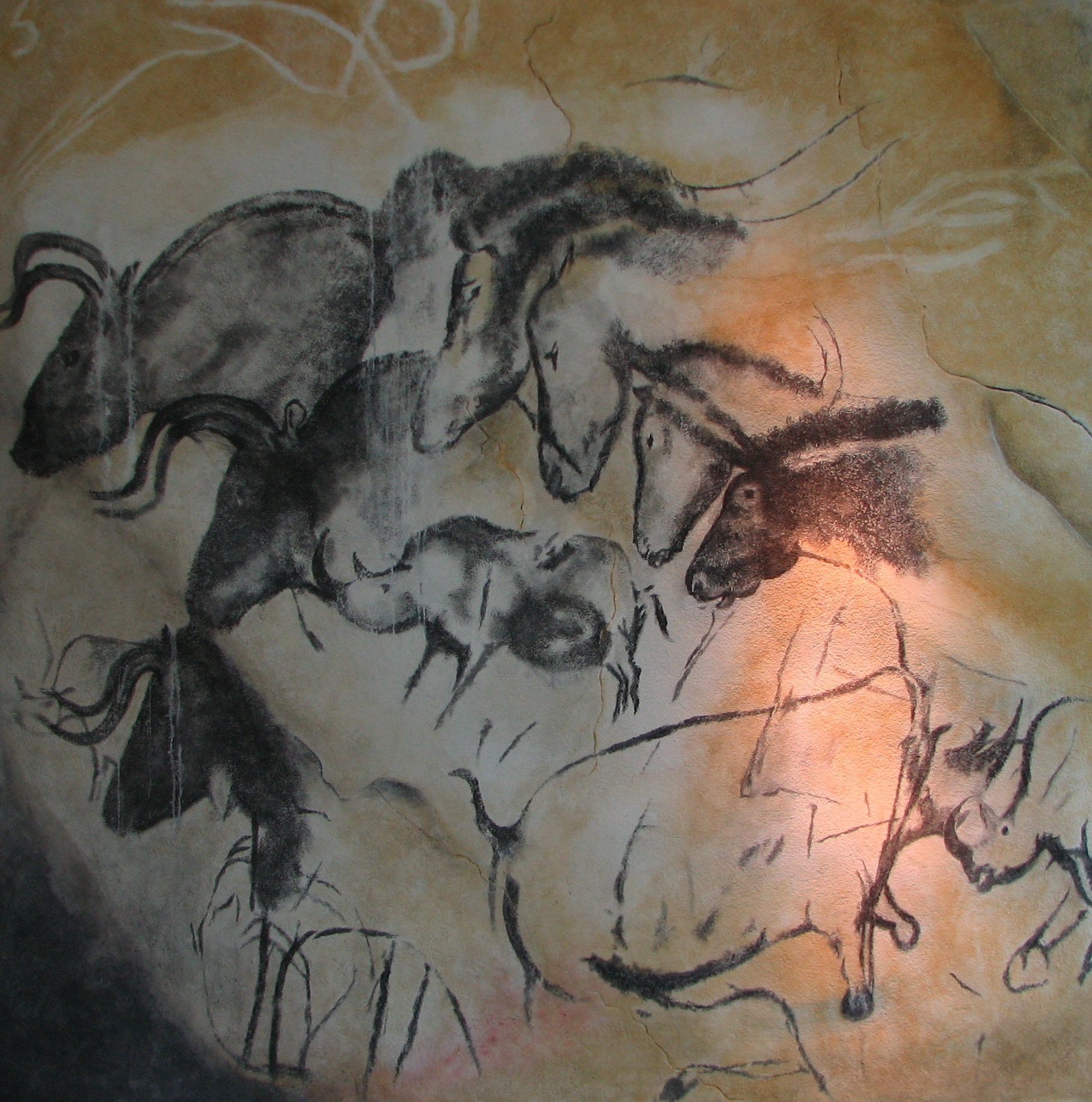
A 'lovak tablója' a Chauvet-barlangban

Bár ritka zsákmánynak számított, a gyapjas orrszarvú impozáns méreteivel bizonyára nagy benyomást gyakorolt az ősemberekre, akik megörökítették őt a barlangrajzaikon. Többnyire bal oldalról ábrázolták, élethűen reprodukálva a magas nyakpúp és alacsony fejtartás miatt jellegezetes kontúrjait. Felismerhetőek a hosszú szarvak és a fülek, olykor a bozontos szőrzetet is jelezték.
Egyik legkorábbi, több mint 31 ezer éves ábrázolása a franciaországi Chauvet-barlangból származik. Az aurignaci kultúrához tartozó művészek több festményen összesen 47 orrszarvút (az összes állatrajz negyedét) örökítettek meg. Ezeket vörös és fekete festékkel rajzolták, de vannak köztük vésetek is. Különösen figyelemre méltó a lovak tablójában két, egymással szemben álló orrszarvú, ami nagyon ritka jelenet a felső paleolitikum művészetében; illetve a kézpozitívok tablójában négy, egymást követő állat rajza.
Figyelemre méltóak még a Rouffignaci-barlangból származó orrszarvúrajzok, amelyek legelő állatokat ábrázolnak; a Font-de-Gaume-i magas fejtartású, figyelő állatok, vagy a fekete festékkel készített Lascaux-barlangbeli festmény. Láthatók még többek között La Colombière, Les Rebières és Les Combarelles (Franciaország), valamint az El Castillo (Spanyolország) barlangjaiban is. A számos ismert rajz ellenére a gyapjas orrszarvúk ritkák az ősember festményein, a barlangokban található összes állatrajznak csak mintegy 1%-át teszik ki. A nyugat-európai barlangokon kívül az Urál-beli Kapova-barlangban is találtak vörös pigmenttel készült gyapjas orrszarvú-rajzot a felső paleolitikum kései szakaszából.
A barlangrajzokon kívül az orrszarvút más módon is megörökítették. A Rajna-vidéki Gönnersdorfban palatáblákra vésett ábrázolások kerültek elő. Innen tíz képe ismert, de számuk messze elmarad a lovak és a mamutok ábrázolásaitól. A türingiai Saalfeldben szintén agyagpalába vésték, a döbritzi Kniegrotteban egy rénszarvas agancsára karcolták. A morvaországi Dolní Věstonicében pedig agyagból gyúrt szobrocskája került elő.

## Evolúciója

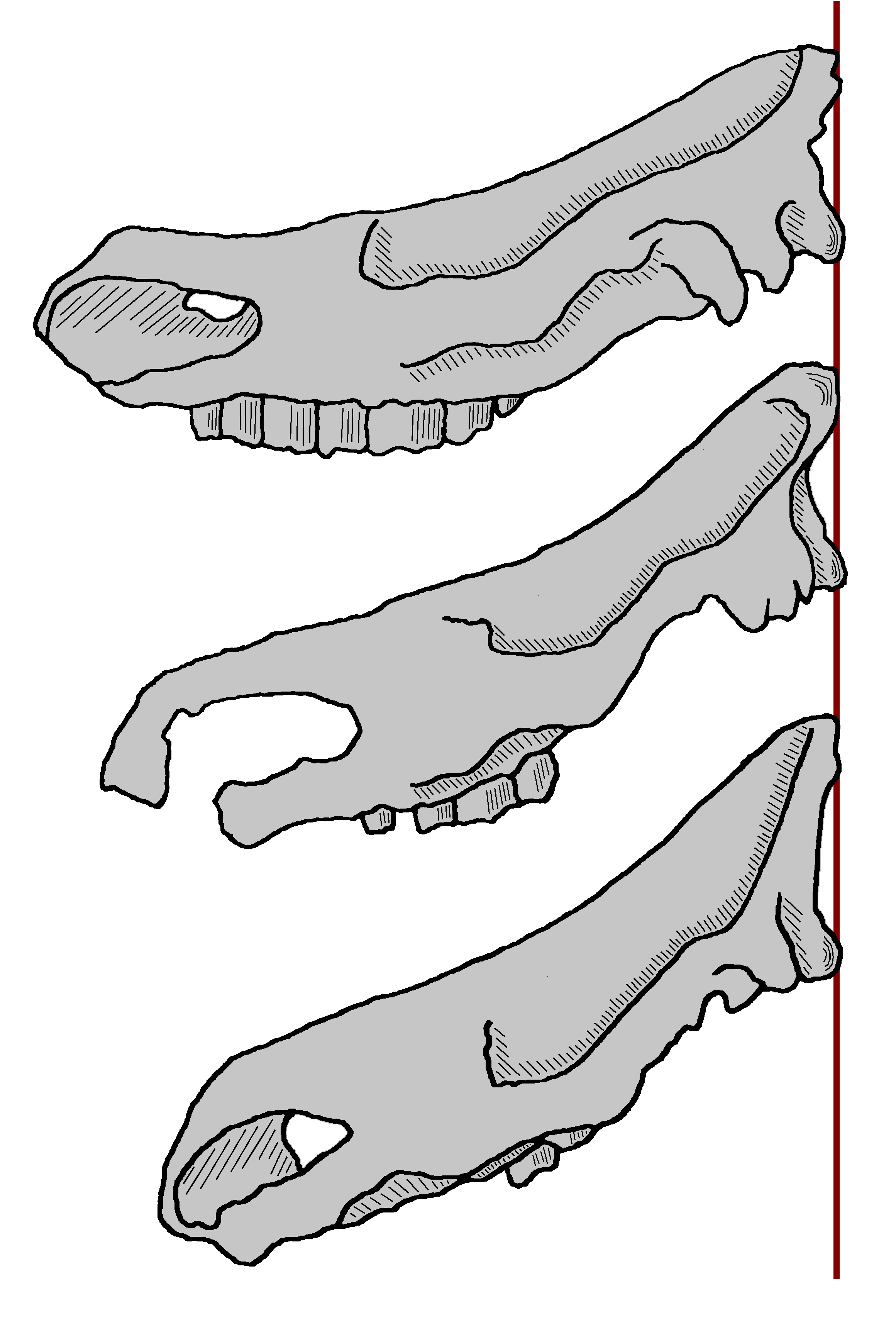
Coelodonta nihowanensis (fent) Coelodonta tologoijensis és Coelodonta antiquitatis (lent) koponyájának összehasonlítása

A Coelodonta genus Kelet-Ázsiában alakult ki. Legrégebbi ismert képviselője, a Coelodonta thibetana Tibet fennsíkjain élt a középső pliocénben, kb. 3,7 millió évvel ezelőtt. Az ezután következő Coelodonta nihowanensis Mongóliából és Észak-Kínából került elő, ahol 2,16-2,55 millió éve élt. Mindkét faj még viszonylag kis termetű, karcsú testalkatú, 1,5 és 1,7 tonna közötti testtömegű orrszarvú volt. Megjelenésük Kelet-Ázsia éghajlatának szárazabbá válásával függ össze, amit - legalábbis a Coelodonta nihowanensis esetében - az ekkoriban kialakuló szélhordta löszlerakódások is jeleznek. A Coelodonta nihowanensis időben hozzánk legközelebbi leletei kb. 1 millió évesek. Belőle fejlődött ki a Coelodonta tologoijensis, amelyet először egy burjátföldi, 750 ezer éves lelőhelyről írtak le. A gyapjas orrszarvúhoz képest ő is sokkal karcsúbb, gracilisabb, hosszabb lábú, és becsült tömege 2 tonna körüli. Emellett fogainak koronája kevésbé magas és nyakszirtcsontja is rövidebb. A Coelodonta antiquitatis első kelet-ázsiai megjelenése több mint 500 ezer évvel ezelőtt történt.
Európában a gyapjas orrszarvú csak később, mintegy 400 éve jelent meg először. Legkorábbi leleteit az erdélyi Brassóban és a németországi Harz-hegységben találták; bár ezek többnyire csak fogak és csonttöredékek. A türingiai Bad Frankenhausenből előkerült egy majdnem teljes koponya, amelynek még viszonylag rövid a nyakszirtcsontja. Az ezt követő Riss-eljegesedés idejéből lényegesen több fosszília maradt fenn. Különösen érdekes a franciaországi Romain-la-Roche víznyelője, ahonnan kilenc példány mintegy 225 maradványát ásták ki.
Már korán felismerték a különbségeket az európai gyapjas orrszarvú régebbi, a középső-pleisztocén végéről és késő-pleisztocéni egyedei között. Az idők folyamán a test és a végtagok robusztusabbá váltak, a nyakszirtcsont pedig magasabb, hosszabb lett. Ezen az alapon a francia Claude Guérin 1980-ban két alfajra osztotta fel a Coelodonta antiquitatis-t: a korai, gracilis C. a. praecursor-ra és a masszívabb, késő pleisztocénbeli C. a. antiquitatis-ra. A korábbi alfajt az újabb kutatások inkább a Coelodonta tologoijensis késői formájához közelítik, és csak a Würm-glaciális klasszikus Coelodonta antiquitatis-t tekintik valódi gyapjas orrszarvúnak; de ez az értelmezés vitatott. Az 1960-as évek végén a Szovjetunióban a jakutföldi leletek alapján szintén elkülönítették az idősebb C. a. jacuticus-t a fiatalabb C. a. humilis-tól; ezt az osztályozást azonban ritkán használják. 2023-as tanulmányok szerint az Európába vándorló gyapjas orrszarvú genetikailag is eltávolodott keleti fajtársaitól.
A Coelodonta nem evolúciója során a testméret fokozatosan nőtt és egyre inkább specializálódtak a táplálékra. A Coelodonta nihowanensis csontjainak izotópelemzése azt mutatja hogy még meglehetősen változatos étrendet követett, így különféle élőhelyeket tudott benépesíteni és elterjedése viszonylag nagy volt. Valószínűleg ez volt a helyzet a Coelodonta tologoijensis esetében is. Kelet-szibériai őshazájában a gyapjas orrszarvú alapvetően csak füvet legelt és testalkata ehhez alkalmazkodott, de elterjedési területének délebbi vidékein feltehetően rugalmasabban választotta meg táplálékát. A szemek hátrábbra kerülésével az orrszarvú leresztett fejjel is beláthatta az előtte levő teret. Az orrnyereg erőteljesebb fejlődése megengedte a szarv méretének növekedését. A viszonylag hosszú, karcsúbb lábak megrövidültek, megvastagodtak, izmaik erőteljesebbé váltak; ezzel alkalmazkodott a nyílt tájakon való élethez. Az evolúciós változások fokozatosan mentek végbe a Coelodonta nihowanensis-től a Coelodonta tologoijensis-en keresztül, egészen a Coelodonta antiquitatis-ig.
A gyapjas orrszarvú az utolsó jégkorszak végén halt ki a negyedidőszaki kihalási hullám részeként. A Brit-szigeteken mintegy 35 ezer éve tűnt el, a kontinentális Európából pedig kb. 14 ezer évvel ezelőtt, a korai driász periódus során. A németországi Gönnersdorfból még ismertek 16-15 ezer éves leletei és kissé idősebbek a svájci Vaumarcusból. Az Urálban és Nyugat-Szibériában a gyapjas orrszarvú a fiatal driász koráig fennmaradt, itteni maradványai 13-12 ezer évesek. Kelet-Szibériában 18-15 ezer évesek a legutolsó nyomai. Kelet-Ázsiából ennél korábbi (pl. 7400 éves) leleteket is jelentettek, ezeket a dátumokat az időmeghatározási módszertan problémái miatt nem ismerik el. Kolima térségében 9800 éves talajminták ún. környezeti DNS-éből állítólag szintén sikerült kimutatni a gyapjas orrszarvú jelenlétét.
Kihalásának okai vitatottak; talán az éghajlatváltozás vagy az emberek által túlzott vadászat okozta eltűnésüket. Genetikai vizsgálatok azt mutatják, hogy Szibériában az Eem-interglaciális (126-115 ezer éve) óta folyamatos csökkent az orrszarvúpopuláció, de mintegy 29 500 évvel ezelőtt, valamivel az utolsó jégkorszak eljegesedési csúcspontja előtt létszáma jelentős növekedésnek indult, és a következő 13 ezer évben viszonylag stabil maradt. A faj eltűnését közvetlenül megelőző időszakban nem csökkent a genetikai diverzitás és nincs jele a beltenyésztettség növekedésének (szemben a Vrangel-sziget gyapjas mamutjaival). Eszerint nincs jele a populációra nehezedő nagyobb nyomásnak, amit például az ember intenzív vadászata okozott volna. A tanulmány szerzői a faj kihalását a 16 ezer évvel ezelőtti gyors éghajlati változásokkal magyarázzák. A nyílt füves területek fokozatosan beerdősültek és a gyapjas orrszarvú elvesztette elsődleges élőhelyét. Ezzel párhuzamosan csapadékosabbá vált a klíma és a gyakori hóesés elfedte az orrszarvú táplálékát.

## Taxonómia

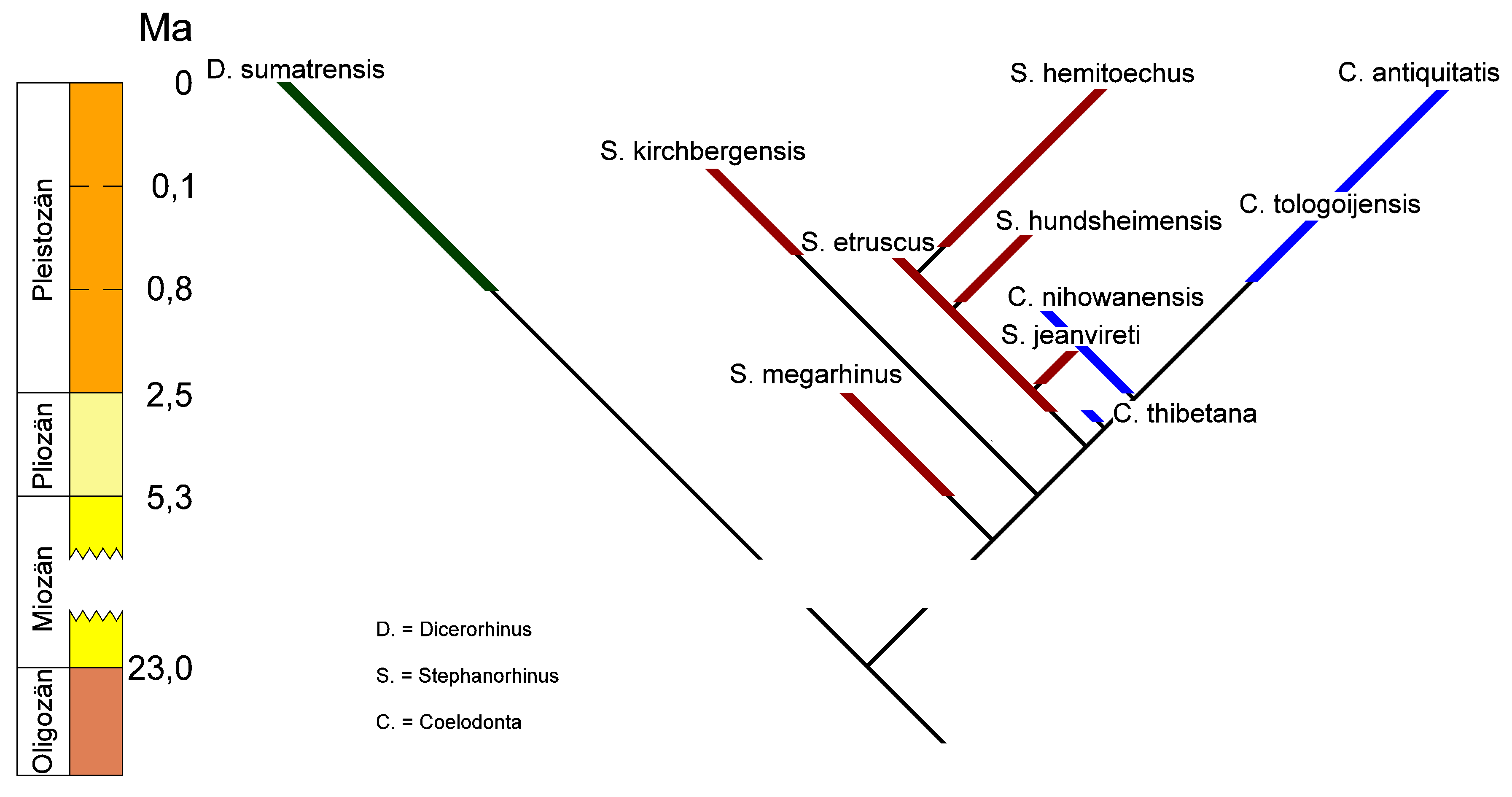
A gyapjas orrszarvú és a Dicerorhinina klád más képviselőinek kapcsolata. A Coelodonta nemzetség képviselői mellett a szumátrai orrszarvú és a Stephanorhinus vonal nyugat-eurázsiai képviselői is láthatóak

A gyapjas orrszarvú az orrszarvúfélék (Rhinocerotidae) családjába tartozik, amelynek ma öt képviselője él Afrikában és Ázsiában. Kizárólagos eurázsiai elterjedése és az anatómiai hasonlóságok miatt már régóta feltételezték, hogy közelebbi rokona az ázsiai orrszarvúknak mint az afrikai fajoknak. A belgiumi Grotte Scladinából származó csontok mitokondriális DNS-ének elemzése kimutatta, hogy a mai fajok közül a szumátrai orrszarvúval áll a legközelebbi rokonságban (ezt később más tesztek is megerősítették). A genetikai adatok szerint a két leszármazási vonal a felső oligocénben vagy az alsó miocénben vált el egymástól mintegy 21-26 millió évvel ezelőtt, bár egyes tanulmányok ennél jóval későbbi, akár 5 millió éves szétválást becsülnek. A Dicerorhinina és a Rhinocerotina csoportok (utóbbihoz tartozik az indiai orrszarvú és a jávai orrszarvú) 15,6-29 millió évvel ezelőtt váltak el az afrikai orrszarvúktól.
A Coelodonta és a Dicerorhinus nemek mellett a Stephanorhinus (alternatív neve Brandtorhinus) is a Dicerorhinina csoporthoz tartozik, amelynek két utolsó képviselője, az erdei orrszarvú (Stephanorhinus kirchbergensis) és a sztyeppei orrszarvú (Stephanorhinus hemitoechus) szintén a középső és késő pleisztocénben élt Eurázsia északi részén, de más élőhelyeken. Anatómiai szempontból a Coelodonta és a Stephanorhinus szorosabb rokonságban állnak egymással, mint más genusokkal és egy kládba sorolják őket; gyakran Coelodonta-Stephanorhinus csoportként említik őket. Erre az elsődleges érv az orrsövény csontosodása, amely csak ennél a két nemnél fordul elő. Ez a jelenség viszonylag korán kezdődött a Stephanorhinus-oknál, majd az erdei orrszarvún és a sztyeppei orrszarvún át a gyapjas orrszarvúnál éri el csúcspontját. Egy másik közös vonás a metszőfogak hiánya (illetve a tejfogak esetében csökevényes mivoltuk). A Dicerorhinus-nak azonban megvannak a metszőfogai (ha csökkent számban is). Egyes kutatók össze is vonnák a Stepanorhinus és a Coelodonta nemeket.

## Kutatástörténete

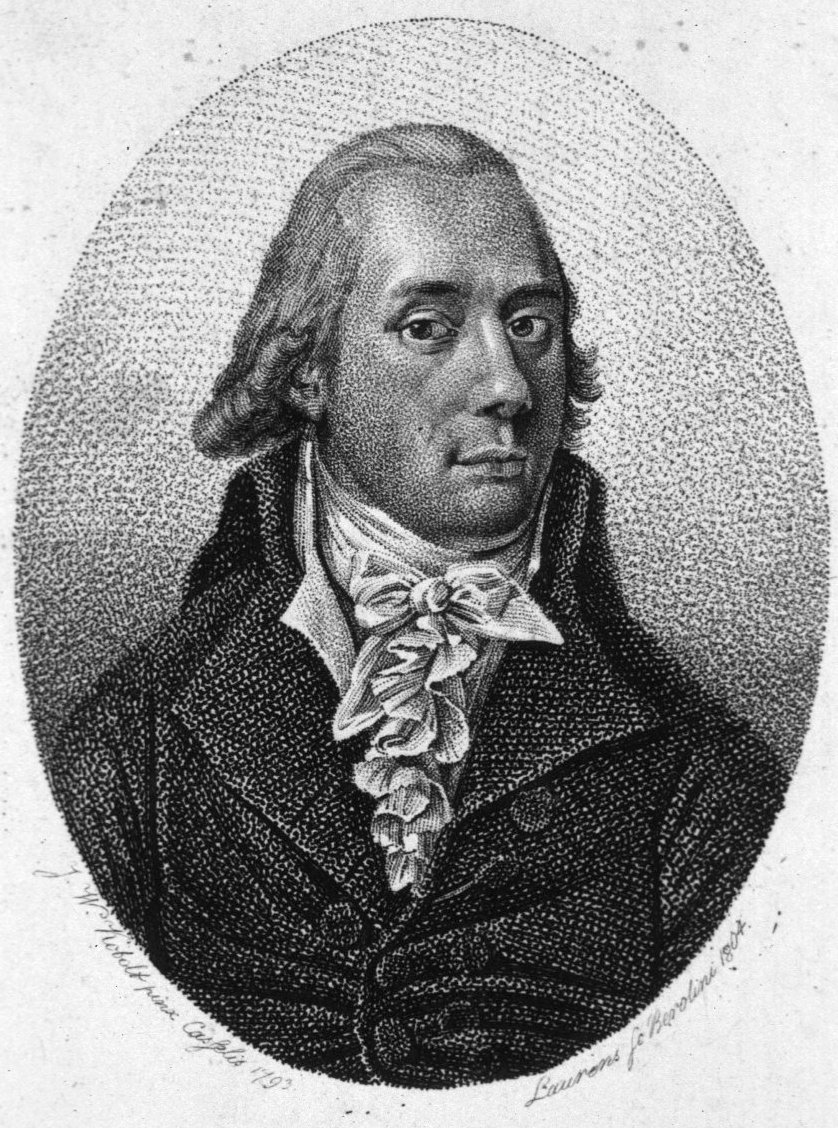
Johann Friedrich Blumenbach

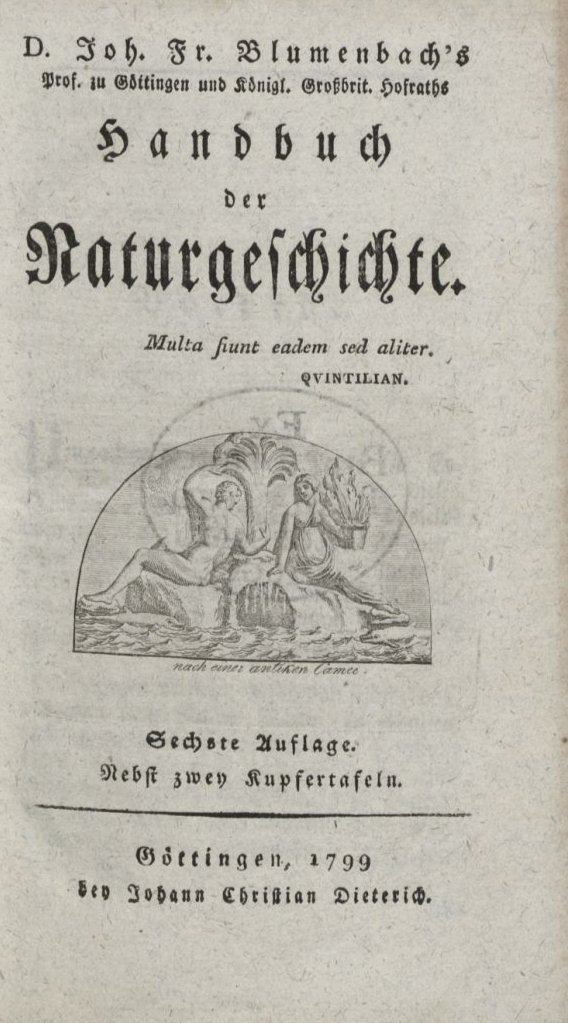
Blumenbach 1799-es Handbuch der Naturgeschichte-je ("Természetrajzi kézikönyv"), amelyben leírta a gyapjas orrszarvút

A gyapjas orrszarvú egyik legkorábbi tudományos jellegű említése 1769-ből származik, amikor Peter Simon Pallas német természettudós szibériai expedícióiról írt jelentésében leírta a permafrosztban talált koponyát és két tülköt. Ő nevezte el a fajt Rhinoceros lenenesis-nek 1772-ben, de ezt a nevet ma már nem használják; újabban néhány orosz kutató a jakutföldi leletekre alkalmazza, de egyébként nem elfogadott. 1782-ben Johann Heinrich Merck határozta meg az első németországi fosszilis orrszarvúcsontokat, de a faj első, ma is érvényes tudományos leírását Johann Friedrich Blumenbach adta meg 1799-ben és ő nevezte el Rhinoceros antiquitatis-nak.
A faj leírásához használt típuspéldányok különböző helyekről származtak, köztük volt egy részleges felkarcsont, egy nyakszirtcsont, egy második nyakcsigolya, több végtagcsont és két előzápfog. A típuspéldányokhoz tartozik még egy, az oroszországi Ufai kormányzóságból származó töredékes koponya is, amelyet Georg Thomas von Asch báró adományzott a Göttingeni Egyetemnek, és amelyet csak 2005-ben fedeztek fel újra. A Coelodonta nevet Heinrich Georg Bronn vezette be 1831-ben, de a ma is érvényes Coelodonta antiquitatis név először csak az 1930-as években jelent meg. A Coelodonta név a görög κοιλία (koilia = 'barlang') és ὀδούς (odousz = 'fog') szavakból származik, és az zápfogak közepén található jellegzetes mélyedésre utal. Az antiquus latin eredetű, jelentése "ősi".
A gyapjas orrszarvút számos tudományos névvel illették az utóbbi 250 évben:
- Rhinoceros lenensis Pallas 1773
- Rhinoceros antiquitatis Blumenbach 1799
- Rhinoceros tichorhinus Fischer 1814
- Rhinoceros Pallasi Desmarest 1822
- Coelodonta bojei Bronn 1831
- Rhinoceros tichorhinus Cuvier 1834–1836
- Rhinoceros tichorhinus Brandt 1849
- Rhinoceros tichorhinus Giebel 1851
- Rhinoceros antiquitatis Falconer 1868
- Rhinoceros jourdani Lortet& Chantre 1876
- Rhinoceros (Tichorhinus) antiquitatis Brandt 1877
- Rhinoceros Mercki Schrenck 1880
- Rhinoceros antiquitatis tichorhinus Niezabitowski 1914
- Tichorhinus antiquitatis (= tichorhinus) Wüst 1922
- Rhinoceros antiquitatis Hilzheimer 1924
- Tichorhinus antiquitatis Zeuner 1934

## Fordítás
- Ez a szócikk részben vagy egészben  a   Wollnashorn című német Wikipédia-szócikk ezen változatának fordításán alapul.  Az eredeti cikk szerkesztőit annak laptörténete sorolja fel. Ez a jelzés csupán a megfogalmazás eredetét és a szerzői jogokat jelzi, nem szolgál a cikkben szereplő információk forrásmegjelöléseként.